# Truyes
Vous lisez un « bon article » labellisé en 2018.
Pour l’article ayant un titre homophone, voir Truie.
Cet article possède des paronymes, voir Truy et Truye.
Truyes (prononcé /tʁɥi/) est une commune française située dans le département d'Indre-et-Loire en région Centre-Val de Loire.
Depuis le Paléolithique, les preuves d'une présence humaine sur le site de Truyes sont nombreuses, à toutes les époques. Une église y est fondée dès le Haut Moyen Âge et, au IXe siècle, Truyes est une villa carolingienne rattachée à la viguerie d'Esvres. Il est possible que la paroisse de Cormery se soit constituée, vers cette époque, en partie aux dépens de celle de Truyes à laquelle des territoires et les droits rattachés sont soustraits. C'est l'essor de l'industrie papetière, lié au développement de l'imprimerie au XVIe siècle, qui marque un tournant décisif dans l'histoire de la paroisse. Une usine à papier mue par un moulin sur la Truyes s'installe au sud du bourg ; elle se spécialise dans la cartonnerie au XIXe siècle sous l'impulsion de la famille Oudin et, au XXIe siècle, elle est le plus important employeur de la commune. Truyes bénéficie par ailleurs, au XVIIIe siècle, de la percée d'une route à grande circulation de Tours à Châteauroux puis, à partir des années 1960, du développement économique de la capitale tourangelle ; sa population s'accroît régulièrement depuis les Trente Glorieuses pour atteindre 2 430 habitants en 2022 et le nombre de ses résidences principales a triplé depuis 1970.
Outre la présence de l'Indre qui limite au sud le territoire communal et dont une crue en 1770 eut des conséquences dramatiques pour la paroisse, le réseau hydrographique communal se singularise par la présence d'un petit cours d'eau affluent du précédent, la Truyes, issu au centre du bourg d'une exsurgence karstique. La vocation agricole de Truyes, développée au Moyen Âge avec le défrichement des forêts qui occupaient une partie du plateau, est moins affirmée à partir du XIXe siècle et le boisement progresse à nouveau, de même que l'emprise de pelouses calcaires qui constituent une part du patrimoine naturel remarquable de la commune. Le territoire troïcien est d'ailleurs concerné par un site de réseau Natura 2000 et deux zones naturelles d'intérêt écologique, faunistique et floristique. L'église dédiée à saint Martin et dont le clocher est classé au titre des monuments historiques, une chapelle du XIIe siècle elle aussi protégée, ainsi que le château du début du XXe siècle et un manoir du XVe siècle constituent les éléments les plus notables du patrimoine bâti communal.

## Géographie

### Localisation et communes limitrophes
La commune de Truyes se trouve dans la partie sud-est de l'Indre-et-Loire, sur le plateau de la Champeigne tourangelle (entre l'Indre et le Cher). Elle est riveraine de l'Indre sur sa rive droite. Elle se trouve à 18,3 km au sud-est de Tours. Elle se situe à l'extrême est du canton de Monts et 17 km la séparent de cette ville. Les distances sont exprimées « à vol d'oiseau », de chef-lieu communal à chef-lieu communal. Truyes est rattachée à l'aire urbaine et au bassin d'emploi de Tours, mais à l'unité urbaine et au bassin de vie d'Esvres, commune limitrophe.
| - OpenStreetMap Limite communale de Truyes. - Truyes et ses communes limitrophes.. - Truyes (en rouge) dans le canton de Monts (en vert). |

|        | Azay-sur-Cher | Athée-sur-Cher |
| Esvres | Truyes        |                |
|        | Cormery       | Courçay        |

### Géologie et relief
- Bourg
- Limites communales

Carte géologique de Truyes.
Bourg
e7 : calcaire lacustre de Touraine (Ludien)
m3-p : sables et graviers du (Miocène)
Rm3-p : sables argileux et graviers (Tertiaire)
N : sables éoliens (Quaternaire)
LP : limon des plateaux (Quaternaire)
Fw-x : alluvions fluviatiles anciennes (Quatern.)
Fy-z : alluvions fluviatiles récentes (Quatern.)

La commune de Truyes se situe dans la partie sud du Bassin parisien, au sens géologique du terme. Son sous-sol est composé d'une succession de strates sédimentaires crétacées, de nature calcaire plus ou moins argileuse et d'une épaisseur totale peut-être supérieure à 100 m, mais aucune d'entre elles n'affleure sur le territoire de la commune. La formation très largement dominante est celle du calcaire lacustre de Touraine (e7), caractéristique de la Champeigne tourangelle ; il occupe la presque totalité du plateau de la rive droite de l'Indre. Il est fréquemment meuliérisé, ce qui confère à ce type de sol un pouvoir drainant important sauf là où le calcaire se dégrade en argile. Dans la pointe nord de la commune, le calcaire est masqué par une pellicule de sables et de graviers (m3-p) déposés à la fin de l'Helvétien. Plus près de l'Indre se rencontrent des placages de limon des plateaux (LP), de sables argileux et de graviers grossiers (Rm-3p) de la fin du Tertiaire et de sables éoliens du Quaternaire (N) qui améliorent les propriétés agronomiques des sols. Le calcaire lacustre est profondément entaillé par l'Indre qui n'a toutefois pas atteint le plancher de cette strate, déposant une série d'alluvions anciennes (Fw-x) puis de plus en plus récentes (Fy-z) au fur et à mesure que la rivière s'est enfoncée dans le substrat, tout en réduisant la largeur de sa vallée.
Le territoire communal de Truyes affecte sensiblement la forme d'un rectangle limité du sud-sud-est à l'ouest-sud-ouest par l'Indre. Au nord, le territoire s'imbrique dans celui d'Athée-sur-Cher. La superficie communale de Truyes (1 639 ha) se situe un peu au-dessus de la moyenne de celles des communes françaises, établie à 1 488 ha en 2016.
L'altitude du plateau varie de 85 m sur le rebord de la vallée de l'Indre et jusqu'à 99 m à l'extrême nord du territoire ; le centre du territoire est marqué par quelques légères dépressions (5 à 10 m au-dessous du niveau du plateau avoisinant). Au-delà de la rupture brutale de la pente (près de 30 m  de dénivelé), la vallée de l'Indre s'établit à un peu plus de 58 m vers l'est à 57 m vers l'ouest alors que, à l'extrême sud-est, le vallon sec de Bordebure est lui aussi très encaissé.

### Hydrographie

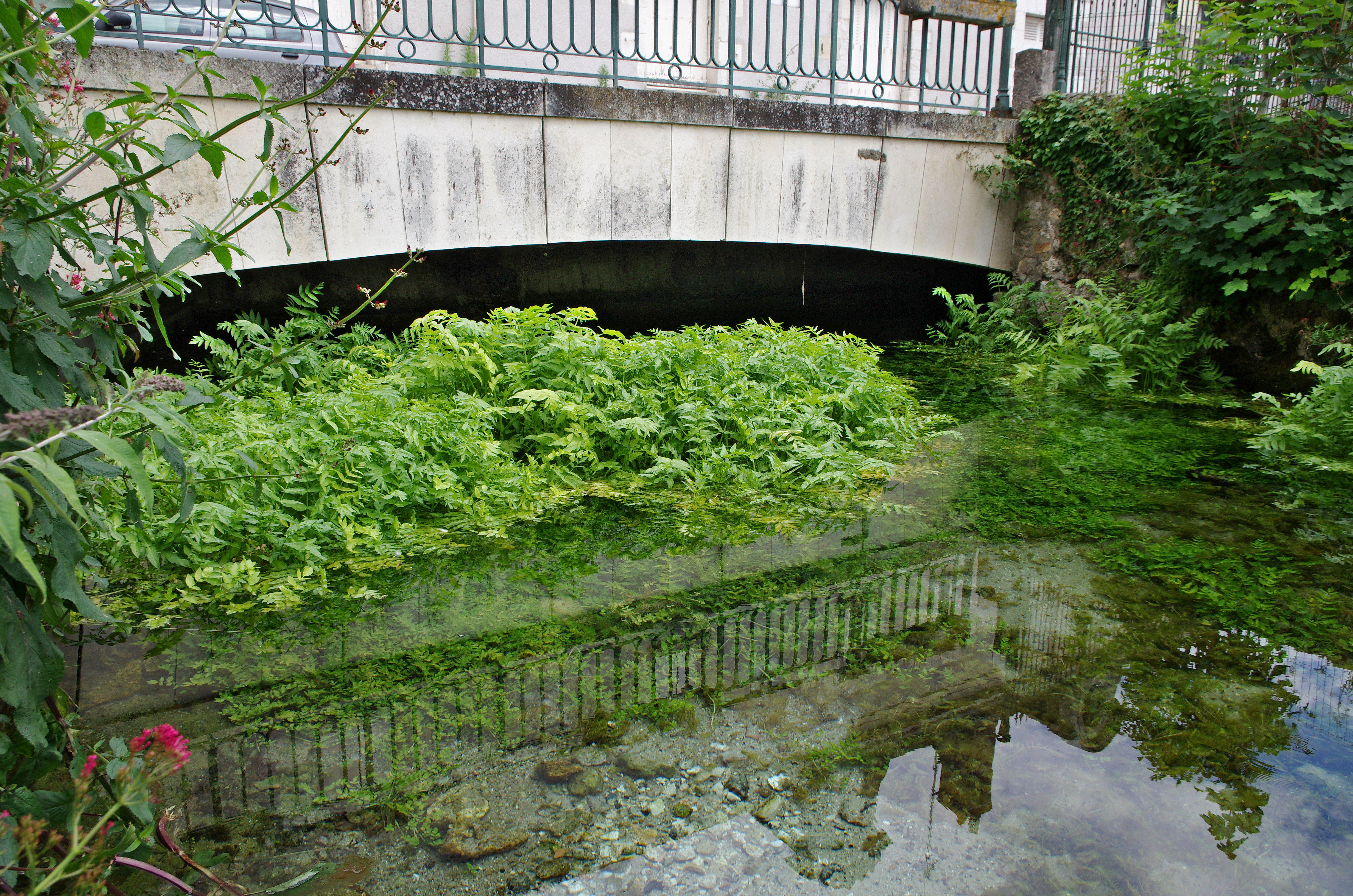
Exsurgence de la Truyes.

La commune est traversée par l'Indre (2,242 km) qui souligne au sud la limite avec sa voisine Cormery. Le réseau hydrographique communal, d'une longueur totale de 8,25 km, comprend en outre quatre petits cours d'eau. Le plateau, au nord, n'est parcouru par aucun ruisseau. Les eaux pluviales s'infiltrent dans le sol au travers des cavités karstiques et elles forment des exsurgences au pied du coteau ; c'est ainsi que se forme la Truyes, petit ruisseau de 500 m de long qui naît au niveau du bourg et se jette dans l'Indre. Son débit varie de 50 à 250 m3/h. Venant de Courçay à l'est, le vallon de Bordebure est parcouru par un ruisseau temporaire qui prend naissance à l'ouest de Courçay et qui rejoint l'Indre en amont du chef-lieu communal.
L'Indre dessine des méandres successifs et s’anastomose en plusieurs bras. C'est entre deux de ces bras qu'est construit le faubourg de Truyes, sur des alluvions déposées dans le lit majeur de la rivière. Pour cette raison, le faubourg, qui est traversé jusqu'au XIXe siècle par le pont franchissant l'Indre est parfois appelé « île des ponts ».
En 2019, la commune est membre de la communauté de communes Touraine Vallée de l'Indre qui est elle-même adhérente au syndicat d'aménagement de la vallée de l'Indre. Créé par arrêté préfectoral du 12 septembre 1985 à la suite des crues historiques de décembre 1982 et janvier 1983, ce syndicat a pour vocation d'une part l'atteinte du bon état écologique des cours d'eau par des actions de restauration de zones humides et des cours d'eau, et d'autre part de participer à la lutte contre les inondations par des opérations de sensibilisation de la population ou de restauration et d'entretien sur le lit mineur, et sur les fossés situés dans le lit majeur de l'Indre appelés localement « boires », et de l'ensemble des cours d'eau du bassin versant de l'Indre.

### Climat
Pour des articles plus généraux, voir Climat du Centre-Val de Loire et Climat d'Indre-et-Loire.
En 2010, le climat de la commune est de type climat océanique dégradé des plaines du Centre et du Nord, selon une étude du CNRS s'appuyant sur une série de données couvrant la période 1971-2000. En 2020, Météo-France publie une typologie des climats de la France métropolitaine dans laquelle la commune est exposée à un climat océanique altéré et est dans la région climatique Moyenne vallée de la Loire, caractérisée par une bonne insolation (1 850 h/an) et un été peu pluvieux.
Pour la période 1971-2000, la température annuelle moyenne est de 11,1 °C, avec une amplitude thermique annuelle de 14,8 °C. Le cumul annuel moyen de précipitations est de 700 mm, avec 10,4 jours de précipitations en janvier et 6,8 jours en juillet. Pour la période 1991-2020, la température moyenne annuelle observée sur la station météorologique de Météo-France la plus proche, « Reignac », sur la commune de Reignac-sur-Indre à 7 km à vol d'oiseau, est de 12,1 °C et le cumul annuel moyen de précipitations est de 668,5 mm,. Pour l'avenir, les paramètres climatiques de la commune estimés pour 2050 selon différents scénarios d'émission de gaz à effet de serre sont consultables sur un site dédié publié par Météo-France en novembre 2022.

### Milieux naturels et biodiversité

Boisement de Truyes :
1820-1866 (carte d'État-Major)
XXIe siècle (plan local d'urbanisme)

Carte des ZNIEFF de Truyes.

Le plateau de la Champeigne reste relativement boisé — ce type de végétation recouvre 27,7 % du territoire communal en 1987 —. Ces bois étaient à l'origine localisés sur les parties les plus hautes du plateau, là où les sols sont moins riches en l'absence de dépôts limoneux. La progression des bois et taillis est en partie due à l'abandon de l'agriculture dans certains secteurs (vallon de Bordebure) et à la présence des parcs des manoirs ou châteaux. D'anciennes carrières sont peu à peu recolonisées par une flore calcicole.
Deux zones naturelles d'intérêt écologique, faunistique et floristique (ZNIEFF) sont présentes sur le territoire de Truyes. Au sud-ouest et englobant la vallée de l'Indre, la ZNIEFF continentale de type I des « prairies et coteaux de l'Indre au moulin de Vontes » se développe en majorité sur les communes d'Esvres mais également sur celles de Cormery et Truyes. Elle est remarquable par la diversité de ses habitats, prairies à flore des lieux humides comme le Pigamon jaune (Thalictrum flavum), grottes à chiropères comme le Grand Rhinolophe (Rhinolophus ferrumequinum), pelouses sèches à orchidées comme la Limodore à feuilles avortées (Limodorum abortivum). La pointe de l'éperon de Gâte-Acier et une partie du versant sud du coteau de l'Indre constituent la ZNIEFF continentale de type I des « pelouses et bois de la pointe de Farce », remarquable par sa flore comportant plusieurs espèces d'orchidées sauvages, dont Cephalanthera longifolia, espèce protégée et rare dans la région ; ce site est potentiellement menacé par des déboisements ou d'autres opérations liées à la sylviculture ou l'agriculture.
Dans le cadre de la loi du 2 mai 1930, le site inscrit de « l'Indre aux ponts de Cormery » concerne une partie du territoire de Truyes, en bordure de l'Indre, dont le faubourg. Son principal intérêt paysager réside dans la cohabitation des maisons du faubourg et des îles à la végétation arborée sur l'Indre.

## Urbanisme

### Typologie
Au 1er janvier 2024, Truyes est catégorisée bourg rural, selon la nouvelle grille communale de densité à sept niveaux définie par l'Insee en 2022.
Elle appartient à l'unité urbaine de Truyes, une agglomération intra-départementale regroupant deux  communes, dont elle est ville-centre,,. Par ailleurs la commune fait partie de l'aire d'attraction de Tours, dont elle est une commune de la couronne,. Cette aire, qui regroupe 162 communes, est catégorisée dans les aires de 200 000 à moins de 700 000 habitants,.

### Occupation des sols
L'occupation des sols de la commune, telle qu'elle ressort de la base de données européenne d’occupation biophysique des sols Corine Land Cover (CLC), est marquée par l'importance des territoires agricoles (59,3 % en 2018), une proportion sensiblement équivalente à celle de 1990 (58,7 %). La répartition détaillée en 2018 est la suivante : 
terres arables (51,8 %), forêts (28,2 %), zones urbanisées (10,8 %), zones agricoles hétérogènes (3,8 %), prairies (3,7 %), milieux à végétation arbustive et/ou herbacée (1,7 %). L'évolution de l’occupation des sols de la commune et de ses infrastructures peut être observée sur les différentes représentations cartographiques du territoire : la carte de Cassini (XVIIIe siècle), la carte d'état-major (1820-1866) et les cartes ou photos aériennes de l'IGN pour la période actuelle (1950 à aujourd'hui).

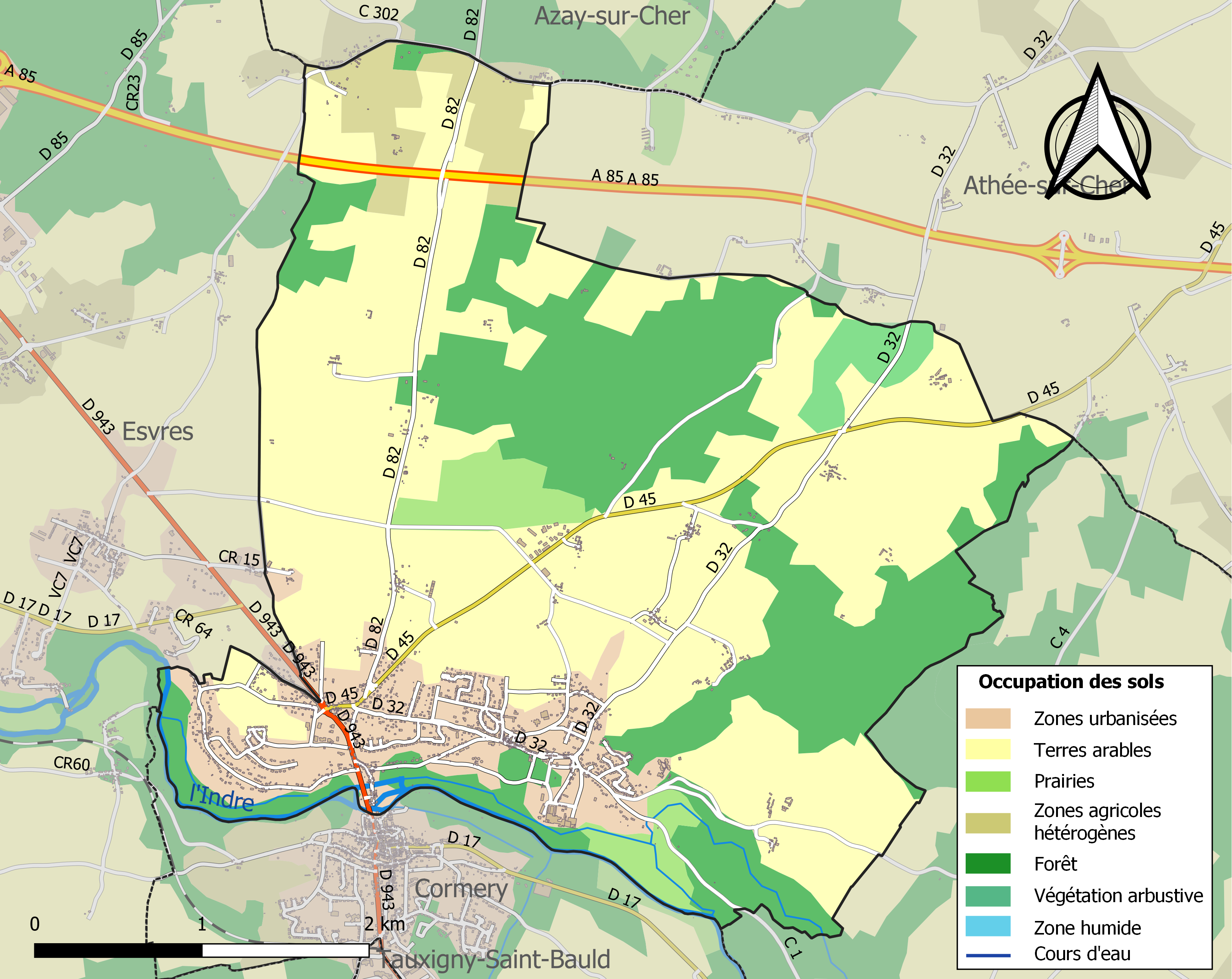
Carte des infrastructures et de l'occupation des sols de la commune en 2018 (CLC).

### Logement
Le tableau ci-dessous présente une comparaison de quelques indicateurs chiffrés du logement pour Truyes et l'ensemble de l'Indre-et-Loire en 2014,.
|                                                        | Truyes | Indre-et-Loire |
| ------------------------------------------------------ | ------ | -------------- |
| Parc immobilier total (en nombre d'habitations)        | 961    | 273 348        |
| Part des résidences principales (en %)                 | 92,3   | 87,7           |
| Part des logements vacants (en %)                      | 6,1    | 7,9            |
| Part des ménages propriétaires de leur logement (en %) | 78,2   | 59,1           |

Truyes ne compte que 1,6 % de résidences secondaires. Les occupants des résidences principales en sont dans leur grande majorité propriétaires. L'accroissement du parc de résidences principales est important depuis 1970 : il a plus que triplé durant cette période. Près de 50 % des ménages ont emménagé dans la commune depuis moins de 10 ans.

### Morphologie urbaine

Secteurs urbanisés de Truyes.
Secteurs urbanisés avant 1958
Extensions de l'urbanisation depuis 1958

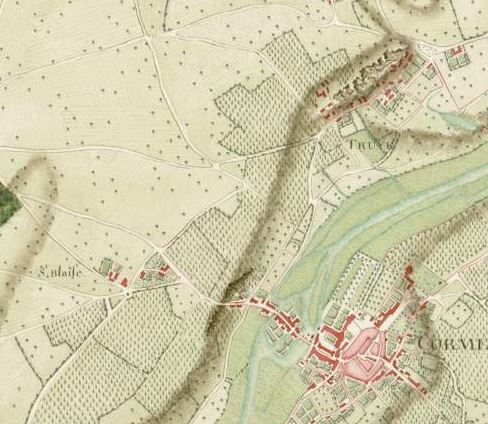
Truye[s] sur l'atlas de Trudaine
(le nord se trouve en haut et à gauche de l'image).

Les plus anciennes zones urbanisées de Truyes sont celles du bourg autour de l'église sur la crête du coteau, du faubourg sur une zone alluvionnaire au milieu de l'Indre face à Cormery et de Saint-Blaise sur le plateau. Cette organisation tripolaire de Truyes (bourg, faubourg, Saint-Blaise) apparaît encore nettement sur l'atlas de Trudaine. À la fin des années 1950, la situation a peu changé ; seul le rebord du plateau à l'ouest de la N 143 (Tour Carrée) commence à s'urbaniser. Depuis les années 1970, des habitations se sont construites sur le flanc de la vallée de l'Indre au sud-ouest de la commune (Avon, Charentais, la Tour Carrée) ainsi qu'entre Saint-Blaise et le bourg.
Les habitats du plateau sont typiques de la Champeigne tourangelle ; ce sont des fermes ou des hameaux isolés composés de longères ou d'unités plus importantes de plusieurs bâtiments encadrant une cour fermée.

### Projets

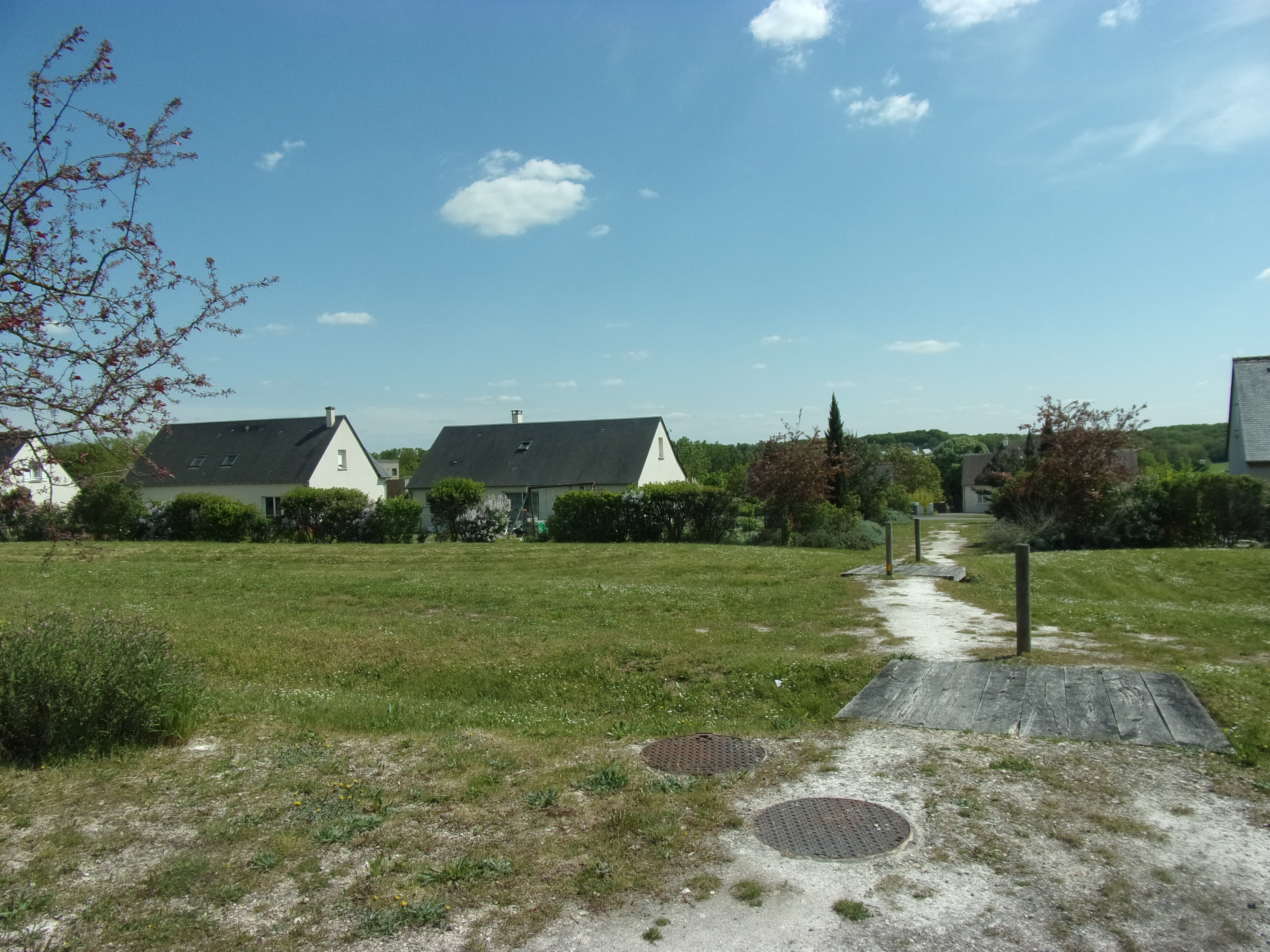
Lotissement de la Tour Carrée.

Le plan local d'urbanisme révisé en 2016 liste plusieurs axes de réflexion quant aux projets urbanistiques de Truyes.
Les prévisions d'évolution font état d'une population communale pouvant atteindre 3 000 habitants en 2026 ce qui entraînerait la construction de 34 à 36 résidences principales dont 7 logements sociaux par an jusqu'à cette date. La densification de l'habitat doit permettre de réduire la consommation d'espace : les constructions neuves doivent s'insérer dans les zones inoccupées des secteurs déjà urbanisés et ne pas s'étendre en périphérie de ces derniers.
Les zones d'habitat ainsi amenées à se développer (bourg et Saint-Blaise–la Tour Carrée) doivent bénéficier prioritairement de l'installation des commerces et services de proximité en même temps que les zones commerciales de la commune doivent être confortées. La desserte de ces quartiers, tout comme celle des zones d'activité, doit être améliorée.

### Risques naturels
| - Vue générale. - Repères de crue sur un mur. |

La partie de la commune la plus proche de l'Indre, et plus spécialement son faubourg construit entre deux bras de la rivière, est exposée aux risques de crue de l'Indre, la plus grave enregistrée étant celle de 1770. Les inondations peuvent, en raison de la topographie des lieux, prendre ponctuellement un caractère torrentiel. À ce titre, la commune est déclarée en état de catastrophe naturelle en 1983, 1985, 1999 et 2016. Le plan de prévention du risque inondation pour le val de l'Indre adopté en 2005 s'applique donc à Truyes.
L'aléa lié au phénomène de retrait-gonflement des argiles est estimé fort sur le plateau où le calcaire lacustre affleure : ce risque est plus faible dans les autres secteurs de la commune. Deux arrêtés de déclaration de catastrophe naturelle ont été pris en ce sens en 1996 et 2017. Truyes est soumise à un risque sismique faible (niveau 2 sur une échelle de 1 à 5) ; les chroniques locales mentionnent deux séismes,, le 11 septembre 1749 (intensité V ou VI, épicentre en limite du Poitou et de la Touraine) et le 13 septembre 1855 (intensité V, épicentre en Touraine).

### Voies de communication et transport

#### Réseau routier et autoroutier
La principale route qui traverse le territoire de Truyes est la D 943, ancien route royale du Berry puis N 143. Venant de Tours, elle passe au niveau de Saint-Blaise, traverse l'Indre sur le pont de Cormery puis rejoint Loches. Sur le plateau la D 82 venant d'Azay-sur-Cher, la D 45 et la D 32 venant d'Athée-sur-Cher se rejoignent à Saint-Blaise, la D 32 desservant le bourg de Truyes où s'embranche le chemin communal venant de Courçay.
L'autoroute A 85 (Angers-Vierzon) traverse la pointe nord de Truyes. La sortie no 10, à 5 km au nord de Truyes sur la D 943, permet d'accéder à cette autoroute.

#### Transport en commun
Truyes est desservie par les autocars de la ligne TER de Tours à Loches.

#### Itinéraires pédestres et cyclistes

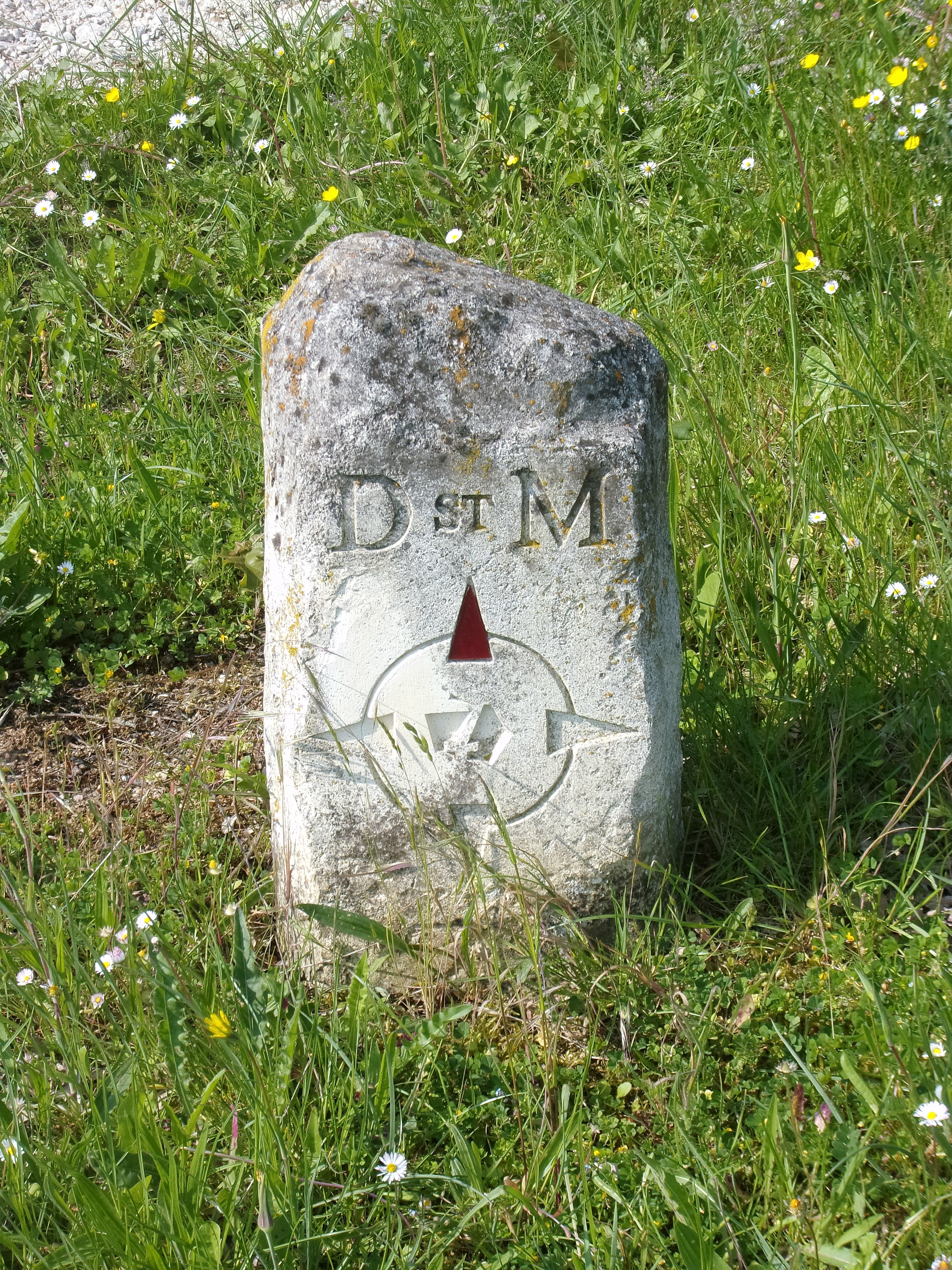
Chemin de saint Martin à Truyes.

L'« Indre à vélo » est un itinéraire touristique permettant aux cyclistes de découvrir le patrimoine des communes qui bordent la rivière, de Jeu-les-Bois à Azay-le-Rideau. Il emprunte notamment la route qui longe la rive droite de l'Indre depuis Courçay, traverse le bourg de Truyes, franchit la rivière à Cormery pour poursuivre en aval sur la rive gauche.
Le « sentier de grande randonnée 46 » qui relie Toulouse à Tours parcourt notamment la vallée de l'Indre. Entre Courçay et Cormery, il emprunte la rive droite de la rivière, qu'il franchit sur le pont de Cormery après avoir traversé le faubourg de Truyes pour continuer, sur la rive gauche, vers Esvres.
La « bande verte et citoyenne » est construite autour de la vie de saint Martin et reliant Szombathely (Hongrie), où il est né, à Candes-Saint-Martin, où il est mort. Cet itinéraire de 2 000 km qui favorise le tourisme lent, jalonné de bornes en pierre, passe par Truyes en venant du sud de l'Indre-et-Loire avant de gagner Tours.

## Toponymie

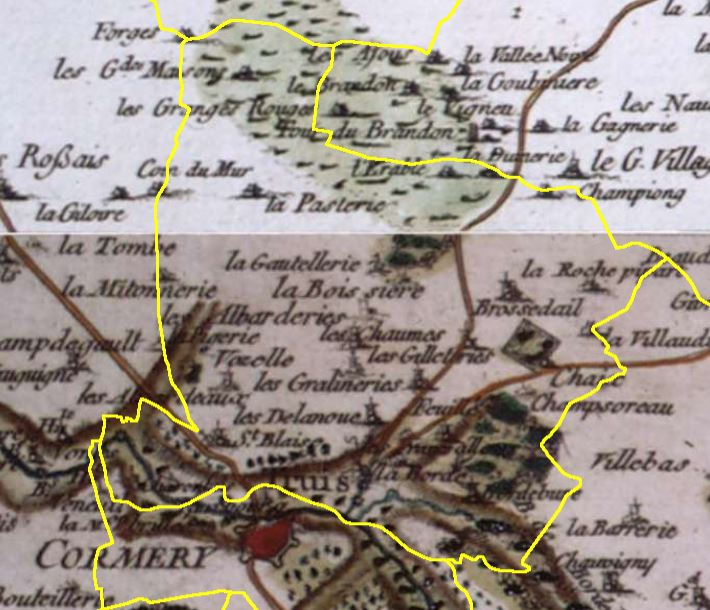
Truyes sur la carte de Cassini en 1764. Les limites communales modernes figurent en jaune.

| Onomastique partielle du toponyme Truyes, : - In villa Troicis farinarios tres : décembre 844, cartulaire de Cormery, charte no 15 ; - Farinarium cum uno arpenno de terra, quod est subter Troillum villam, non longe juxta ripam Agneris : 1026, cartulaire de Cormery, charte no 34 ; - Trius, Trois : 1180, cartulaire de Cormery, charte no 68 ; - Natalis de Truis, parrochianus de Truis juxta Cormeriacum : 1247, Archives nationales - JJ 274, Querimoniae Turonum, no 232 ; - Le fié de Truys, alias Troys : 1357-1363, cartulaire de l’archevêché de Tours, charte no 184 ; - Truys : février 1415, Archives nationales - JJ 168, no 88, folio 68 ; - Truis : 1764, carte de Cassini ; - Truyes : 1802, cadastre napoléonien. |

Selon Albert Dauzat et Charles Rostaing, Truyes dériverait de l'anthroponyme Trogius, nom de personne d’origine gallo-romaine, évoluant en Trogia(m) villa (domaine rural de Trogius). Une autre origine toponymique au nom de la commune peut être trouvée dans le gaulois traugo- et le suffixe -ia donnant *Traugia (« trou ») — la même origine est évoquée pour Troo, dans le Loir-et-Cher —, en référence aux anciennes carrières de calcaire lacustre. Peu à peu, à partir du XVIIIe siècle, la graphie Truyes (avec -y-), probablement jugée plus flatteuse, s'impose sur « Truies » ou « Truis ».

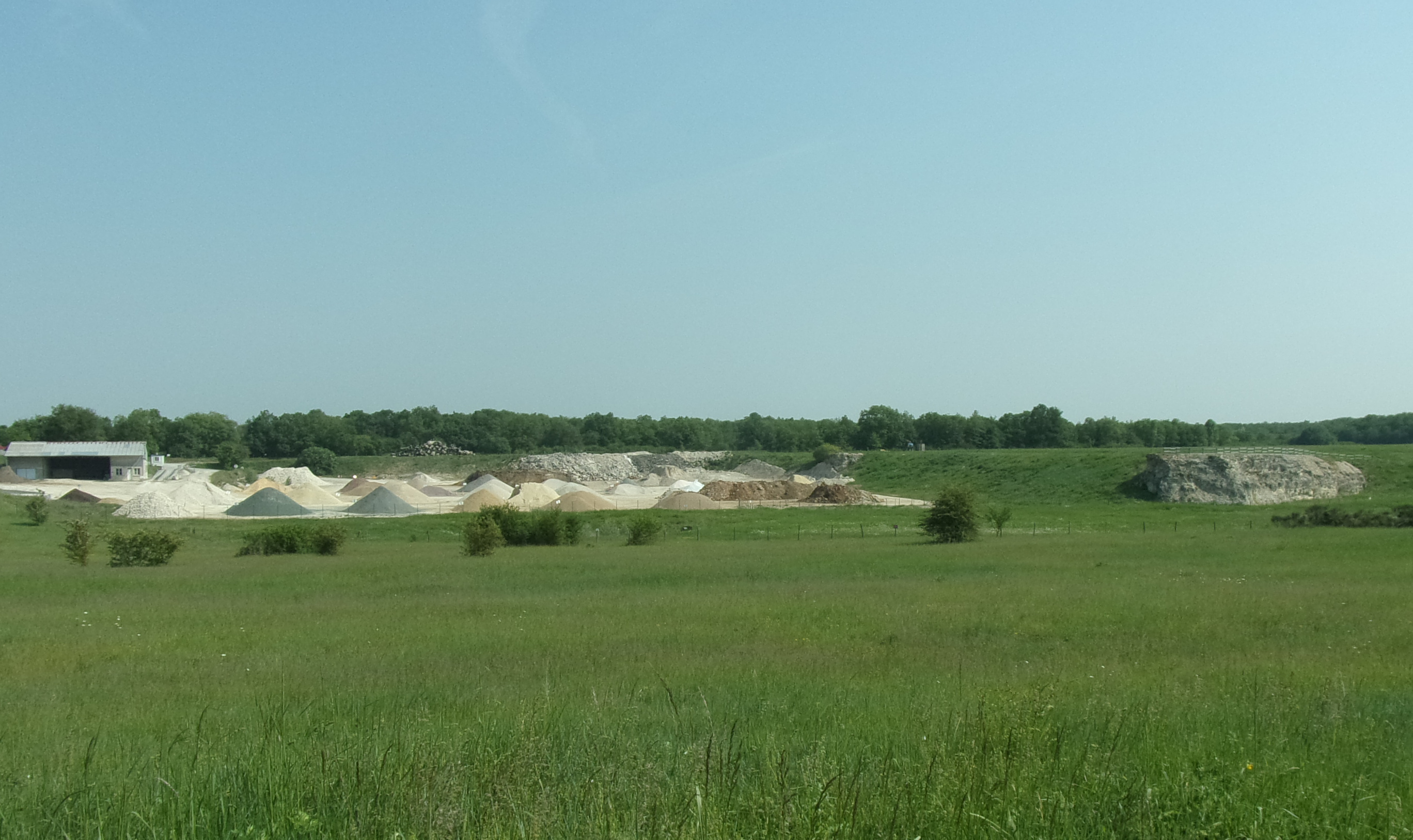
Ancienne carrière de calcaire lacustre.

Le nom de « Bordebure » est systématiquement lié à d'anciennes zones d'extraction ou de traitement du minerai de fer et fréquemment associé à la proximité d'un itinéraire ancien. Les terres de la « pointe de Gâte-Acier» doivent leur nom à ce que, difficiles à travailler, elles « gâtaient » (usaient) les outils ; la proximité géographique avec Bordebure pourrait toutefois indiquer une référence toponymique à la métallurgie ancienne. Les « Sables de Saint-Blaise » sont le nom d'un lieu-dit dont le sol est particulièrement sableux. Géographiquement toutes proches, les « Vignes de Saint-Blaise » rappellent que la culture de la vigne fut développée à Truyes par le passé. La « Boissière » évoque plus probablement un lieu anciennement planté de buis (Buxus), plutôt que de bois au sens générique. Les « Terrages » sont la transposition toponymique d'un nom commun désignant une redevance seigneuriale sur les produits de la terre ou le domaine sur lequel elle est prélevée. « Charentais » est en général un toponyme formé à partir de l'anthroponyme gaulois Carentacus et du suffixe -iacum. La première partie du toponyme « Vaugodet » est une référence à l'emplacement du lieu, dans un val.

## Histoire

### Préhistoire et Protohistoire

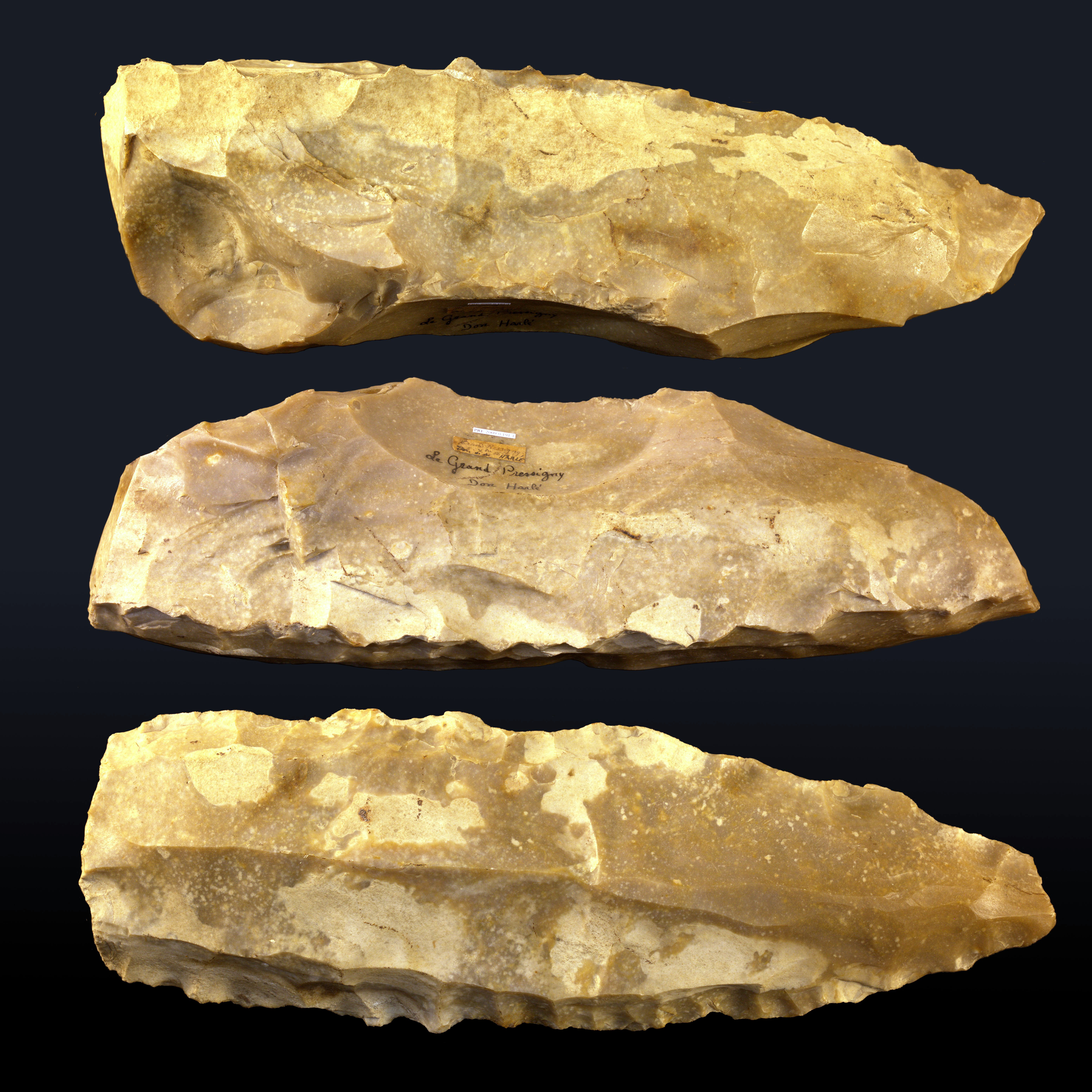
Outils lithiques du Grand-Pressigny.

Le patrimoine préhistorique de Truyes est très riche. Le Paléolithique est représenté par du matériel retrouvé en surface en plusieurs points du territoire, sur le plateau, et daté de l'Acheuléen et du Moustérien.
Les outils néolithiques en pierre polie sont également nombreux. Une hache pendeloque (percée d'un trou et mesurant 4 cm dans sa plus grande dimension) en fibrolite de la culture Seine-Oise-Marne est retrouvée à 500 m de là, à Bordebure ; ce type de parure se rencontre souvent dans des sépultures collectives, ce qui n'est pas le cas à Truyes. Une douzaine de haches polies sont retrouvées sur le territoire de Truyes, notamment au niveau de Gâte-Acier, un éperon entre le vallon de Bordebure et la vallée de l'Indre. Ces haches ne sont pas fabriquées sur place ; leurs matériaux et leurs caractéristiques indiquent qu'elles sont « importées », pour la plupart de l'ouest de la France.
Sur le plateau, le vaste site des « Vignes de Saint-Blaise », qui a fait l'objet d'un diagnostic archéologique avant une opération d'urbanisation, montre une occupation continue du Néolithique jusqu'au Moyen Âge. La période préhistorique est représentée par deux outils (scie et fragment de poignard provenant des ateliers du Grand-Pressigny) associés à des fragments de céramique, l'ensemble étant datable du Néolithique moyen mais surtout final.
Des « forges », sans indication de localisation ou de datation précise, sont mentionnées en 1923 et une enceinte, peut-être laténienne, est identifiée par prospection aérienne en 1989. Aux « Vignes de Saint-Blaise » et à proximité, l'occupation se poursuit pendant La Tène finale ; en témoignent les trous de poteaux probablement liés à un grenier aérien et les tessons de poterie.

### Antiquité
Les vestiges antiques retrouvés à Truyes sont épars et parcellaires et souvent localisés de manière imprécise ; ils ne permettent pas de préciser la nature et la densité de l'occupation du territoire, pour autant certaine à cette période, peut-être sous la forme d'une agglomération secondaire.

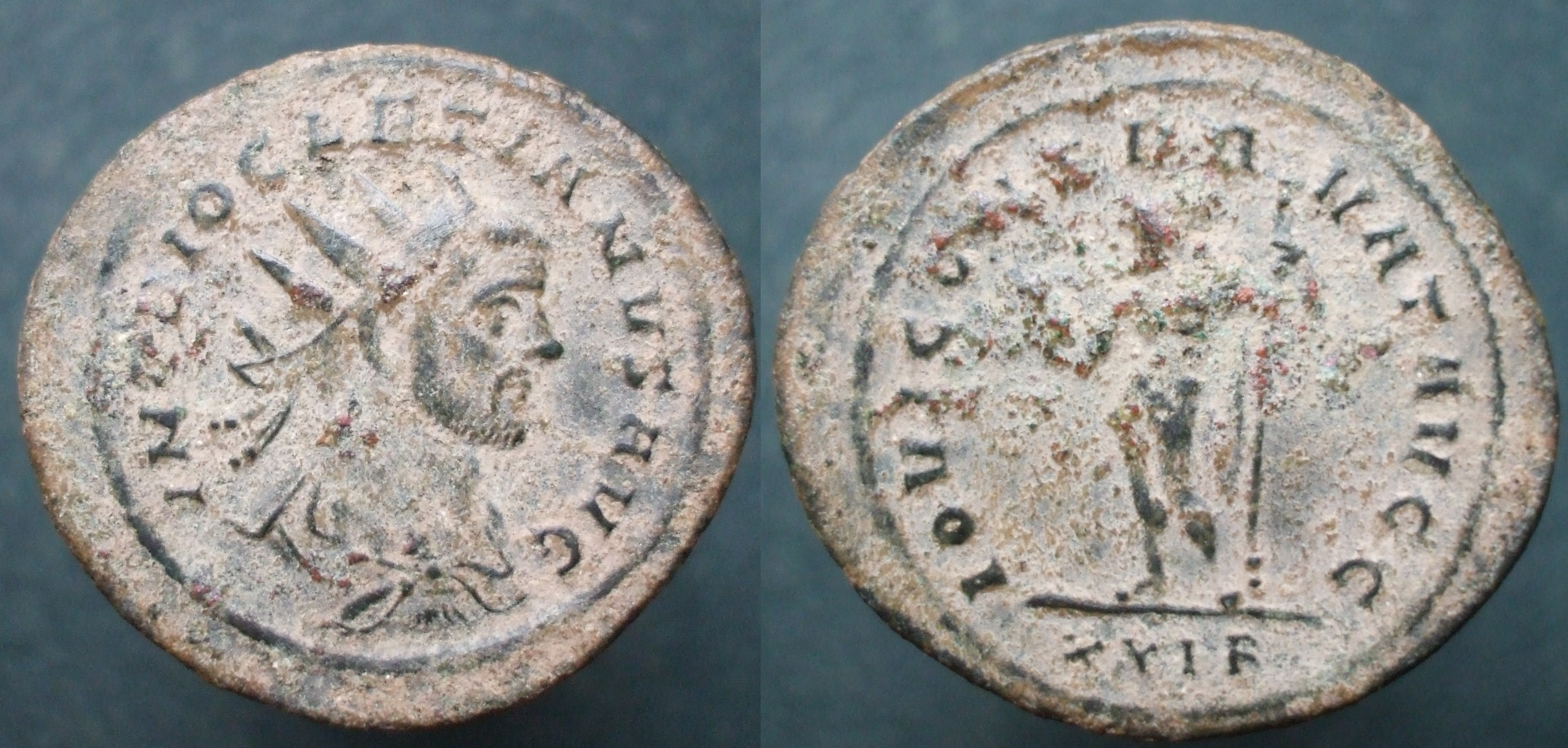
Monnaie romaine de Dioclétien trouvée à Lyon.

En 1909, vingt-cinq monnaies aux effigies de plusieurs empereurs romains de Gordien III à Dioclétien sont découvertes au nord-est du bourg près de la ferme des Chaumes, mais ces monnaies ont probablement circulé bien après la fin de l'Empire romain. Des auteurs signalent, au XIXe siècle, l'existence possible d'une villa alimentée par un aqueduc venant de Courçay ; l'information est reprise ultérieurement, sans plus de précision, et une villa, repérée par prospection aérienne, est signalée en 1978 au nord-est du territoire. Peut-être s'agit-il du même édifice.
Dans le prolongement géographique du vicus d'Evena (Esvres), un fossé, semble-t-il lié à un établissement agricole et renfermant un important matériel céramique, est identifié, toujours dans le secteur des « Vignes de Saint-Blaise ».
Plusieurs voies antiques, voire gauloises, semblent converger à Truyes où la traversée de l'Indre s'effectue au niveau de Cormery sur un gué ou un pont. L'une d'elles relie Caesarodunum (Tours) à Argentomagus (Saint-Marcel, dans l'Indre). Elle longe l'Indre sur sa rive droite et passe à Evena ; son tracé au niveau de Truyes est recouvert par l'actuelle rue de Veaugodet. Connue sous le nom de « chemin de Varidaine », son origine est peut-être antérieure à l'époque antique. Une autre, venant de Bléré, passe par le plateau.

### Moyen Âge
Le site des Grandes Maisons, dans l'emprise de l'autoroute A 85, fait l'objet d'une importante occupation dès le VIe siècle avec des structures pérennes matérialisées par des trous de poteaux. À cette époque, la vigne est déjà cultivée sur ce site ou à proximité. À la fin du VIIe siècle ou un peu plus tard, cette occupation domestique est remplacée par un espace funéraire, abandonné lorsque le couvert forestier se développe à la fin du premier millénaire.
La construction d'une première église, dédiée à saint Martin, à Truyes remonte au Haut Moyen Âge, sans plus de précision possible, puisqu'une charte de Cormery de 860 mentionne cette église comme « construite de longue date par ses prédécesseurs », c'est-à-dire ceux de l'évêque de Tours Hérard, alors responsable du diocèse ; l'église est dotée de nombreux biens prélevés sur les domaines avoisinants. Certains de ces biens sont distants jusqu'à 15 km de part et d'autre de Truyes le long de l'Indre. Jacques Maurice attribue la fondation de cette église à Euphrône de Tours dans la première moitié du VIe siècle. Il est possible que la paroisse de Truyes, à cette époque, englobe une partie ce que constituera plus tard celle de Cormery et dont elle se défera alors. Il est attesté qu'à l'époque carolingienne Esvres est le chef-lieu d'une viguerie ; Truyes est alors l'une des six villas qui la composent mais elle n'est citée en tant que telle qu'au XIe siècle.
L'existence d'un moulin à eau est attestée à Truyes avant l'an 1200.
En 1358, une bande de pillards opérant en marge des troupes anglaises engagées dans la Guerre de Cent Ans dévaste Truyes après s'être emparée de l'abbaye de Cormery puis installée à Véretz.

### Temps modernes
Peut-être dès le début du XVIe siècle, des secteurs auparavant en culture, comme en témoignent des vestiges de terrasses aménagées et de constructions, sont abandonnés ; taillis et bois prennent peu à peu leur place. Cette évolution, manifeste dans le vallon de Bordebure et la pointe de Gâte-Acier, dure jusqu'au XVIIIe siècle ; elle est probablement due à la médiocrité de ces sols par rapport aux terres du plateau de la Champeigne, où la forêt de Bréchenay est progressivement défrichée,.

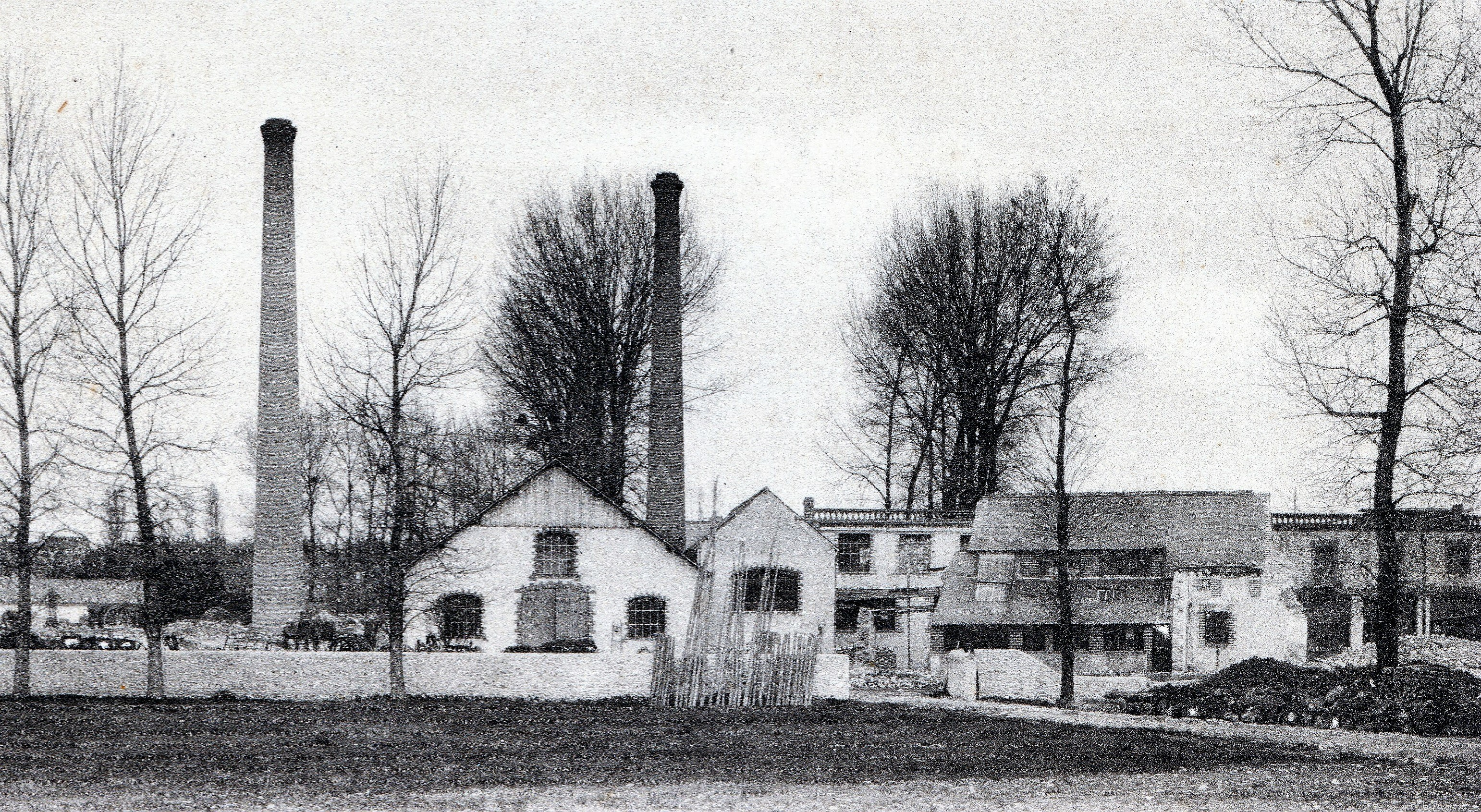
La cartonnerie avant 1912.

Au début du XVIe siècle, avec l'essor de l'imprimerie en Touraine, la demande de papier va croissant. Des moulins préparant la pâte à papier sont installés sur le cours de l'Indre ou de ses affluents, L'un d'eux fonctionne sur la Truyes ; il est recensé en 1776 dans un inventaire réalisé à la demande de Turgot mais il remonte probablement au XVIe siècle ; il faut trouver là l'origine de l'industrie papetière de Truyes qui, sous des formes diverses, se poursuit jusqu'à l'époque contemporaine dans la même entreprise.
En 1766, la route royale du Berry de Tours à Châteauroux est ouverte dans le secteur de Truyes. Venant de Tours, elle arrive à Saint-Blaise, s'engage dans le faubourg avant de traverser l'Indre. Quatre ans plus tard, Truyes connaît la plus grave catastrophe naturelle de son histoire. Plus de trente heures de pluie continue sur le bassin versant de l'Indrois, qui se jette dans l'Indre à une quinzaine de kilomètres en amont de Truyes, provoquent une montée importante et brutale des eaux. La crue noie trente-huit personnes dans le faubourg de Truyes, surprises dans leur sommeil ; certains corps ne sont repêchés que plusieurs mois plus tard à Artannes-sur-Indre, plus de 20 km en aval, et une vingtaine d'autres n'ont jamais été retrouvés. Si les pertes humaines sont importantes, les dégâts matériels le sont aussi ; le faubourg, où la crue atteint une hauteur de 5 à 6 m selon les témoignages, est dévasté, 25 maisons détruites et le tablier du pont emporté.

### Époque contemporaine

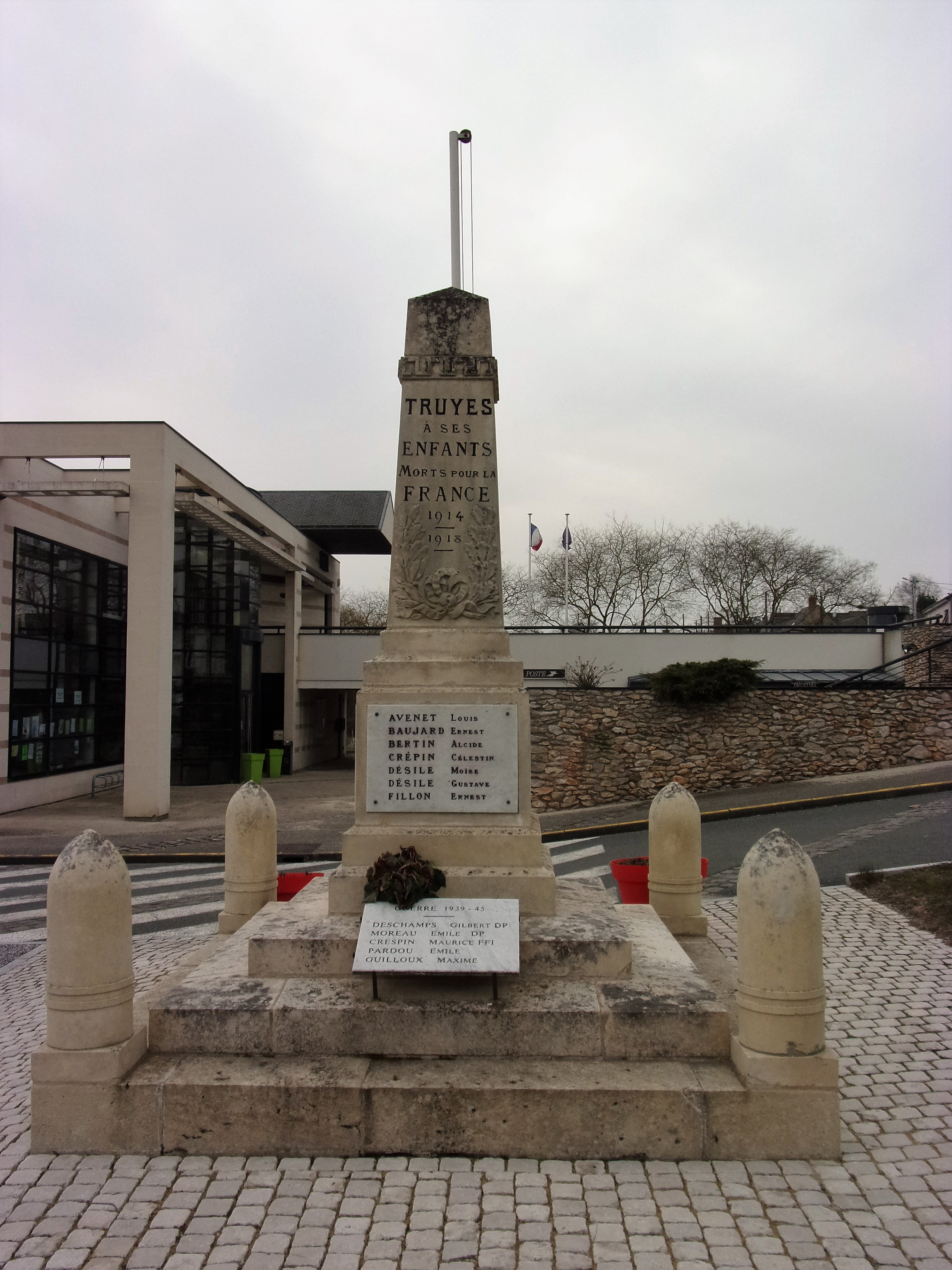
Monument aux morts.

Les cahiers de doléance rédigés par le Tiers État à l'occasion des états généraux de 1789 pour Truyes s'élèvent contre les dépenses engagées pour l'Église, d'autant plus que la paroisse vient de rénover son presbytère à grands frais. La Grande Peur qui sévit en France pendant l'été 1789 se traduit à Truyes, et d'autres communes des environs, par l'annonce de pillages de récoltes dont l'importance est amplifiée au fur et à mesure que l'information est relayée. Il s'agit en faits de rumeurs qui prennent corps à Loches et un voyageur atteste que rien de semblable ne se produit à Truyes. La Révolution française provoque une désorganisation des réseaux d'approvisionnement en matières premières qui porte préjudice aux manufactures locales. Il faut ainsi recourir à la réquisition des vieux chiffons pour que la papeterie de Truyes puisse continuer à fonctionner. Bien qu'il ait prêté serment à la constitution civile du clergé en 1791, le curé de Truyes est privé de son ministère deux ans plus tard ; contraint de changer d’activité, il change aussi de vie, se marie et devient agriculteur. La chapelle Saint-Blaise, un prieuré, une ferme et deux métairies sont vendus comme biens nationaux.
Quelques mois avant le concordat de 1801, le maire de Cormery évoque de manière unilatérale un projet de rattachement de Truyes et de certains quartiers d'Esvres à sa commune ; aucune suite n'est donnée. En 1824, la révision du système électoral qui accompagne l'avènement de Charles X a de lourdes conséquence pour Truyes : seul le maire remplit les conditions requises pour être électeur. Vers 1830, Truyes ne dispose pas d'école et c'est à l'instituteur de Cormery que les parents versent une rétribution. En 1851 et 1852, les Troïciens s'engagent résolument derrière Napoléon III comme en témoignent les résultats des plébiscites, confiance renouvelée en 1870, à la veille de la guerre franco-prussienne. Pendant ce conflit, un petit hôpital militaire permettant d'accueillir six blessé est aménagé dans l'ancien presbytère.
La Première Guerre mondiale coûte le vie à 27 soldats originaires de Truyes et la guerre de 1939-1945 fait 4 victimes. La cartonnerie Oudin est grosse consommatrice de gaz domestique et son raccordement au réseau de distribution de Gaz de France est l'occasion de desservir également une grande partie des habitations de Truyes. Pendant la Première Guerre mondiale, elle n'emploie que du personnel féminin et travaille exclusivement pour l'armée. En plein essor, sa production de 5 tonnes de carton par jour vers 1820 passe à 100 tonnes par jour à la fin des années 1990. À partir des années 1960, le développement économique de l'agglomération tourangelle est important ; de nombreux emplois s'y créent et Truyes, en dehors de la ceinture verte de l'agglomération, est bien positionnée pour accueillir cette population résidentielle.
Début 2018, les maires de Cormery et Truyes évoquent la nécessité d'une collaboration plus étroite entre les deux communes, qui pourrait prendre la forme d'une fusion ; à cette date, le projet est encore au stade des déclarations d'intention.

## Politique et administration

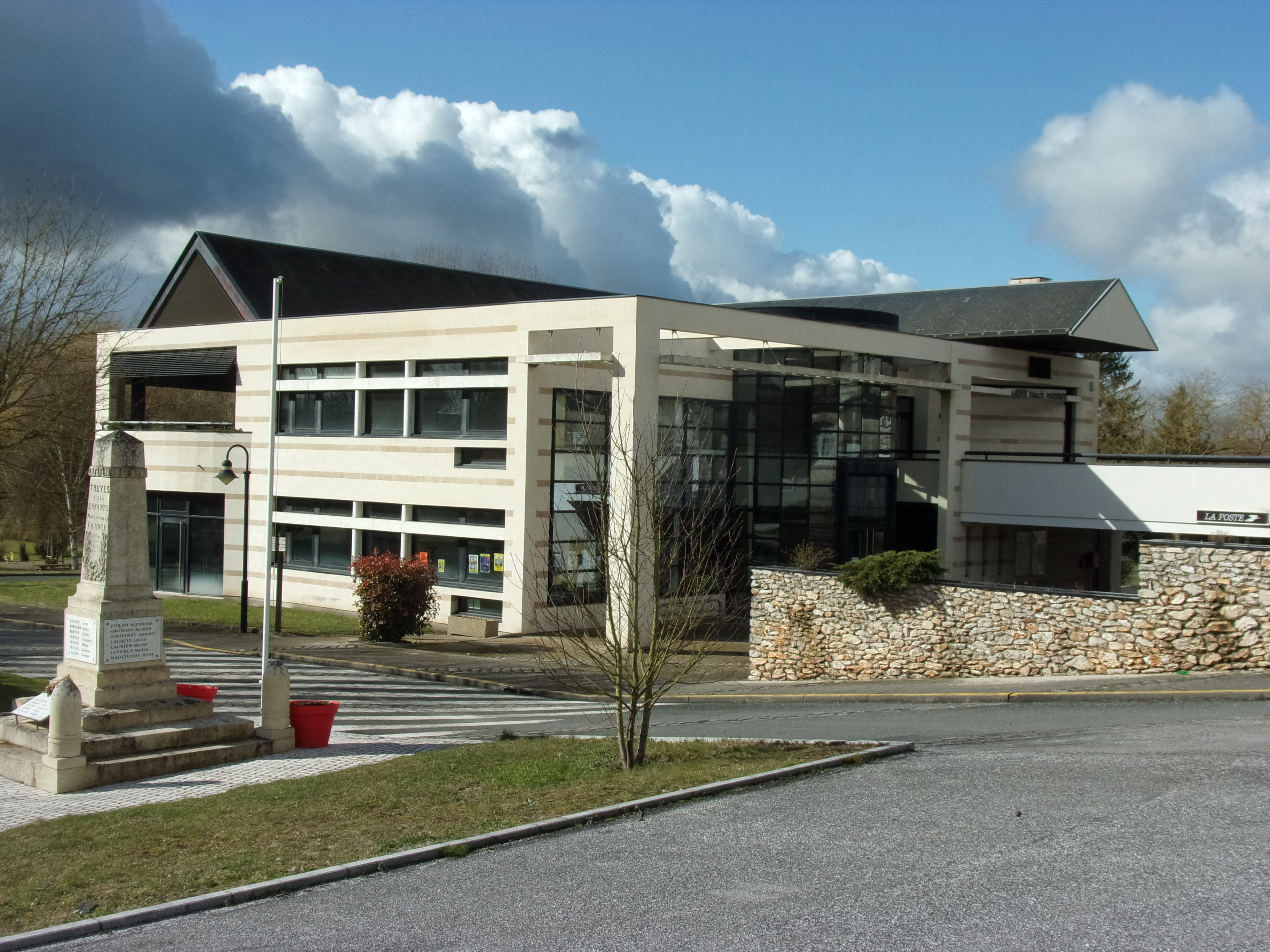
Mairie de Truyes.

### Découpage territorial

#### Rattachements administratifs et électoraux
Depuis le redécoupage cantonal de 2014, Truyes est l'une des 10 communes qui composent le canton de Monts. Elle est également rattachée à l'arrondissement de Tours et à la 2e circonscription de l'Indre-et-Loire.
Depuis le 1er janvier 2010 et la suppression du tribunal d'instance de Loches, le tribunal d'instance de Tours est compétent pour l'ensemble du département. Toutes les juridictions intéressant Truyes sont ainsi regroupées à Tours, à l'exception du tribunal administratif et de la cour d'appel qui siègent à Orléans, préfecture de la région Centre-Val de Loire.

#### Intercommunalité
Truyes et vingt-et-une autres communes composent la communauté de communes Touraine Vallée de l'Indre. Jusqu'au 31 décembre 2016, elle relevait de la Communauté de communes du Val de l'Indre. Cette situation lui confère en outre un rattachement de fait au « Pays Indre et Cher », qui a pour mission de « coordonner diverses missions transversales confiées par les collectivités, dans les domaines de l’aménagement du territoire, de l’environnement, de l’économie et du patrimoine ».
Le « syndicat intercommunal d'énergie d'Indre-et-Loire » (SIEIL), fondé en 1937, assure le contrôle et la coordination de l'ensemble des concessionnaires opérant en Indre-et-Loire dans le domaine de la distribution de gaz et d'électricité ; il intervient également sur le renforcement des réseaux de distribution d'électricité. Pour toutes les communes d'Indre-et-Loire, Tours exceptée, l'adhésion au service « Électricité » du SIEIL à titre individuel est rendue obligatoire par arrêté préfectoral en date du 23 avril 2008.
Truyes est l'une des 107 communes d'Indre-et-Loire adhérentes au syndicat intercommunal « Cavités 37 » dont les principaux rôles sont de réaliser des relevés topographiques et des diagnostics géologiques des cavités (caves, grottes, carrières…) ; il peut intervenir en contexte de sinistre ou de catastrophe naturelle et, lors de l'établissement d'un document d'urbanisme, il a également vocation à conseiller les communes sur les risques d'effondrement de terrains,.

### Tendances politiques et résultats
Comme en témoignent les résultats d'élections publiés sur le site du ministère de l'Intérieur, l'électorat de Truyes, lors des consultations au suffrage universel direct qui se sont déroulées depuis 2002, a accordé sa préférence à une liste ou un candidat présentés par la gauche dans plus de 70 % des cas. Il manifeste en outre une fidélité affirmée aux personnalités solidement implantées localement : depuis la fin de la Seconde Guerre mondiale, six maires seulement se sont succédé à la tête de la commune.

#### Élection présidentielle la plus récente
En 2017, au deuxième tour de l'élection présidentielle, Emmanuel Macron (La République en marche), élu, a obtenu 65,56 % des voix et Marine Le Pen (FN), 34,44 %. Le taux de participation s'est élevé à 79,94 %.

#### Élection municipale la plus récente
Le nombre d'habitants au recensement de 2011 étant compris entre 1 500 et 2 499, le nombre de membres du conseil municipal pour l'élection de 2014 est de 19.
Lors des élections municipales de 2014, les 19 conseillers municipaux ont été élus dès le premier tour ; le taux de participation était de 72,11 %. Ont obtenu :
| Suffrages exprimés         | Suffrages exprimés   | Suffrages exprimés | 1 097     |             | 19 sièges à pourvoir | 19 sièges à pourvoir |
|                            |                      |                    |           |             |                      |                      |
| Liste                      | Tête de liste        | Tendance politique | Suffrages | Pourcentage | Sièges acquis        | Var.                 |
| Truyes 2014 engageons-nous | Stéphane de Colbert  | LDIV               | 595       | 54,24 %     | 15 / 19              |                      |
| Vivre ensemble à Truyes    | Marie-Dominique Faye | LDVG               | 502       | 45,76 %     | 4 / 19               |                      |

Les listes Truyes 2014 engageons-nous et Vivre ensemble à Truyes obtiennent respectivement deux et un sièges au conseil communautaire.

### Politique de développement durable
En 2015, Truyes s'engage dans l'élaboration d'un agenda 21 qui concerne l'ensemble des communes de la communauté de communes du Val de l'Indre.

#### Déchets ménagers
Deux déchèteries, à Esvres et Saint-Branchs, sont à la disposition des habitants de Truyes. Plusieurs points d'apport volontaire (conteneurs) pour le verre sont disposés sur le territoire de la commune.

#### Eau potable et assainissement
Cette compétence est du ressort de la communauté de communes ; elle en délègue la gestion Veolia pour la période 2017-2021.
L'eau potable provient, pour les communes d'Esvres et de Truyes, de quatre forages situés à Esvres. Trois de ces forages puisent dans les ressources hydrologiques du calcaire lacustre ; le dernier, plus profond, exploite la nappe du Cénomanien.
L'assainissement des eaux usées en provenance de Truyes se fait à Esvres où sont situées quatre stations d'épuration (trois fonctionnant avec des filtres à sable, la quatrième par boues activées) d'un capacité totale 3 730 EH (équivalent-habitant) qui traitent les effluents des deux communes avec rejet des eaux épurées dans l'Indre.

### Finances locales
Le tableau ci-dessous présente l'évolution de la capacité d'autofinancement, un des indicateurs des finances locales de Truyes, sur une période de dix ans :
|                      | 2007 | 2008 | 2009 | 2010 | 2011 | 2012 | 2013 | 2014 | 2015 | 2016 |
| -------------------- | ---- | ---- | ---- | ---- | ---- | ---- | ---- | ---- | ---- | ---- |
| Truyes               | 183  | 169  | 152  | 194  | 184  | 177  | 161  | 138  | 128  | 163  |
| Moyenne de la strate | 152  | 151  | 166  | 172  | 189  | 187  | 173  | 166  | 167  | 166  |

| ■ CAF de Truyes ■ CAF moyenne de la strate |

Depuis 2011, la capacité d'autofinancement de la commune, toujours positive, se révèle, pour chaque exercice, inférieure à celle de la moyenne des communes comparables. Le fonds de roulement, positif, évolue autour de la moyenne de la strate sur la période considérée. Il en est de même pour le résultat comptable,,.

### Jumelages
- Katokopiá (Chypre) depuis 2010.

## Population et société

### Démographie
Les habitants de Truyes sont les « Troïciens ».

#### Évolution de la population
Les registres paroissiaux sont disponibles à partir de 1611. Après avoir connu un minimum en 1696 avec 91 feux, la population augmente et atteint 150 feux en 1789, dernière année où ce mode de recensement est utilisé.
L'évolution du nombre d'habitants est connue à travers les recensements de la population effectués dans la commune depuis 1793. Pour les communes de moins de 10 000 habitants, une enquête de recensement portant sur toute la population est réalisée tous les cinq ans, les populations de référence des années intermédiaires étant quant à elles estimées par interpolation ou extrapolation. Pour la commune, le premier recensement exhaustif entrant dans le cadre du nouveau dispositif a été réalisé en 2006.

En 2022, la commune comptait 2 430 habitants, en évolution de +0,29 % par rapport à 2016 (Indre-et-Loire : +1,67 %, France hors Mayotte : +2,11 %).
| 1793 | 1800 | 1806 | 1821 | 1831 | 1836 | 1841 | 1846 | 1851 |
| ---- | ---- | ---- | ---- | ---- | ---- | ---- | ---- | ---- |
| 542  | 520  | 435  | 621  | 659  | 647  | 628  | 659  | 632  |

| 1856 | 1861 | 1866 | 1872 | 1876 | 1881 | 1886 | 1891 | 1896 |
| ---- | ---- | ---- | ---- | ---- | ---- | ---- | ---- | ---- |
| 675  | 616  | 647  | 643  | 626  | 617  | 637  | 654  | 645  |

| 1901 | 1906 | 1911 | 1921 | 1926 | 1931 | 1936 | 1946 | 1954 |
| ---- | ---- | ---- | ---- | ---- | ---- | ---- | ---- | ---- |
| 653  | 633  | 637  | 554  | 540  | 569  | 595  | 554  | 632  |

| 1962 | 1968 | 1975  | 1982  | 1990  | 1999  | 2006  | 2011  | 2016  |
| ---- | ---- | ----- | ----- | ----- | ----- | ----- | ----- | ----- |
| 689  | 781  | 1 002 | 1 254 | 1 588 | 1 728 | 2 018 | 2 109 | 2 423 |

| 2021  | 2022  | - | - | - | - | - | - | - |
| ----- | ----- | - | - | - | - | - | - | - |
| 2 436 | 2 430 | - | - | - | - | - | - | - |

|                                           | 1968 - 1975 | 1975 - 1982 | 1982 - 1990 | 1990 - 1999 | 1999 - 2009 | 2009 - 2014 |
| ----------------------------------------- | ----------- | ----------- | ----------- | ----------- | ----------- | ----------- |
| Taux de variation annuel de la population | + 3,6 %     | + 3,2 %     | + 3,0 %     | + 0,9 %     | + 1,9 %     | + 1,7 %     |
| Solde naturel                             | + 0,3 %     | + 0,4 %     | + 0,2 %     | + 0,2 %     | + 0,6 %     | + 0,5 %     |
| Solde migratoire                          | + 3,3 %     | + 2,9 %     | + 2,8 %     | + 0,8 %     | + 1,2 %     | + 1,2 %     |

La population de Truyes varie peu du début du XIXe siècle à la Seconde Guerre mondiale mais, dès la fin des années 1940, le nombre d'habitants augmente constamment et de manière assez régulière. Ce phénomène est principalement lié, comme pour les communes voisines, au développement économique de Tours : les nouveaux arrivants travaillent à Tours ou dans sa banlieue sud, mais cherchent à se loger dans un cadre un peu plus rural. La population communale augmente sous les effets conjoints d'un solde migratoire et d'un solde naturel constamment positifs de 1968 à 2014.

#### Pyramide des âges
La population de la commune est relativement jeune.
En 2018, le taux de personnes d'un âge inférieur à 30 ans s'élève à 36,2 %, soit au-dessus de la moyenne départementale (34,9 %). À l'inverse, le taux de personnes d'âge supérieur à 60 ans est de 23,5 % la même année, alors qu'il est de 27,8 % au niveau départemental.
En 2018, la commune comptait 1 219 hommes pour 1 221 femmes, soit un taux de 50,04 % de femmes, légèrement inférieur au taux départemental (51,91 %).
Les pyramides des âges de la commune et du département s'établissent comme suit.
| Hommes | Classe d’âge | Femmes |
| ------ | ------------ | ------ |
| 0,4    | 90 ou +      | 0,8    |
| 6,0    | 75-89 ans    | 6,8    |
| 15,5   | 60-74 ans    | 17,4   |
| 20,2   | 45-59 ans    | 20,2   |
| 20,2   | 30-44 ans    | 20,1   |
| 14,3   | 15-29 ans    | 14,9   |
| 23,3   | 0-14 ans     | 19,8   |

| Hommes | Classe d’âge | Femmes |
| ------ | ------------ | ------ |
| 0,9    | 90 ou +      | 2,2    |
| 7,9    | 75-89 ans    | 10,2   |
| 17,3   | 60-74 ans    | 18,1   |
| 19,8   | 45-59 ans    | 19,1   |
| 17,9   | 30-44 ans    | 17,2   |
| 18,5   | 15-29 ans    | 17,5   |
| 17,6   | 0-14 ans     | 15,6   |

### Petite enfance, prévention et protection de l'enfance
Un centre de vacances et de loisirs est ouvert à Truyes. Il bénéficiera de nouveaux locaux, en construction en 2017. En outre, 21 assistantes maternelles peuvent prendre en charge au total 77 enfants.

### Enseignement

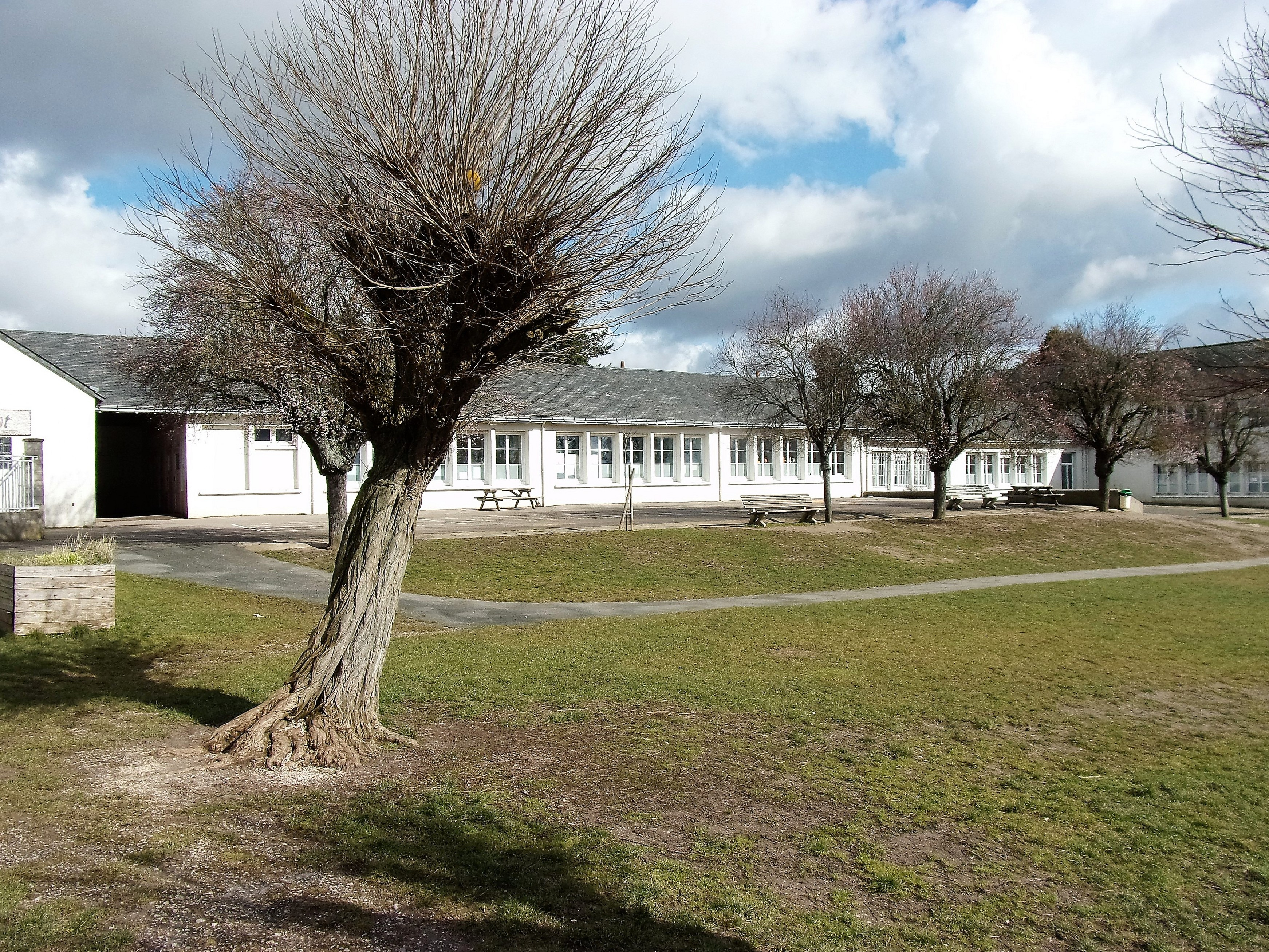
École Guy-de-Maupassant.

L'école maternelle "Anne Sylvestre" compte 102 élèves inscrits à la rentrée 2017 et l'école élémentaire "Guy-de-Maupassant" 134 élèves. La restauration des enfants des deux écoles est assurée sur place.
La scolarisation des collégiens de Truyes s'effectue, ainsi que le prévoit la carte scolaire, à Cormery au collège Alcuin. La carte scolaire mentionne également que Truyes se trouve dans la zone de recrutement du lycée Alfred-de-Vigny de Loches. Pour faciliter l'acheminement des collégiens et lycéens vers leur établissement respectif, certaines dessertes de Truyes par autocar TER voient leur itinéraire et leur horaire adaptés.

### Autonomie et personnes âgées
Une Maison d’accueil et de résidence pour l'autonomie, d'une capacité d'accueil de 19 résidents, est installée à Truyes depuis 1995.

### Santé, sécurité et services d'urgence

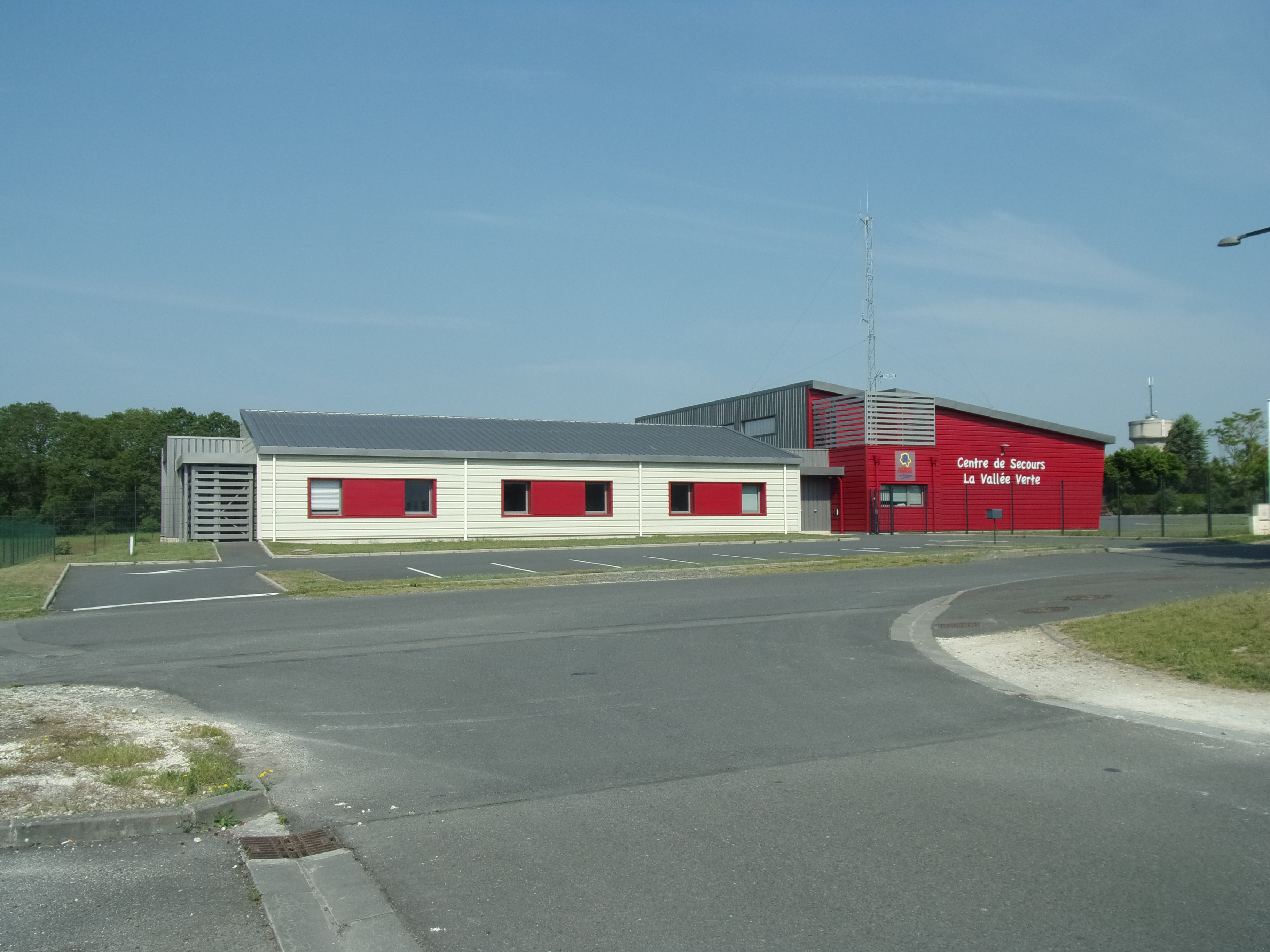
Centre de secours.

En 2017, aucun médecin généraliste n'est installé à Truyes qui compte cependant un cabinet d'ostéopathie. Les services médicaux les plus proches sont situés à Cormery, notamment au sein de la maison médicale.
L'hôpital le plus proche est le centre hospitalier régional universitaire de Tours, à Chambray-lès-Tours, à environ un quart d'heure de trajet automobile de Truyes.
La commune dispose par ailleurs d'une clinique vétérinaire.
En 2013, un centre de secours des sapeurs pompiers, regroupant les moyens déployés à Cormery, Courçay et Truyes, s'installe dans cette dernière commune, dans la zone d'activités de la Tour Carrée.

### Sport et culture

#### Équipements collectifs

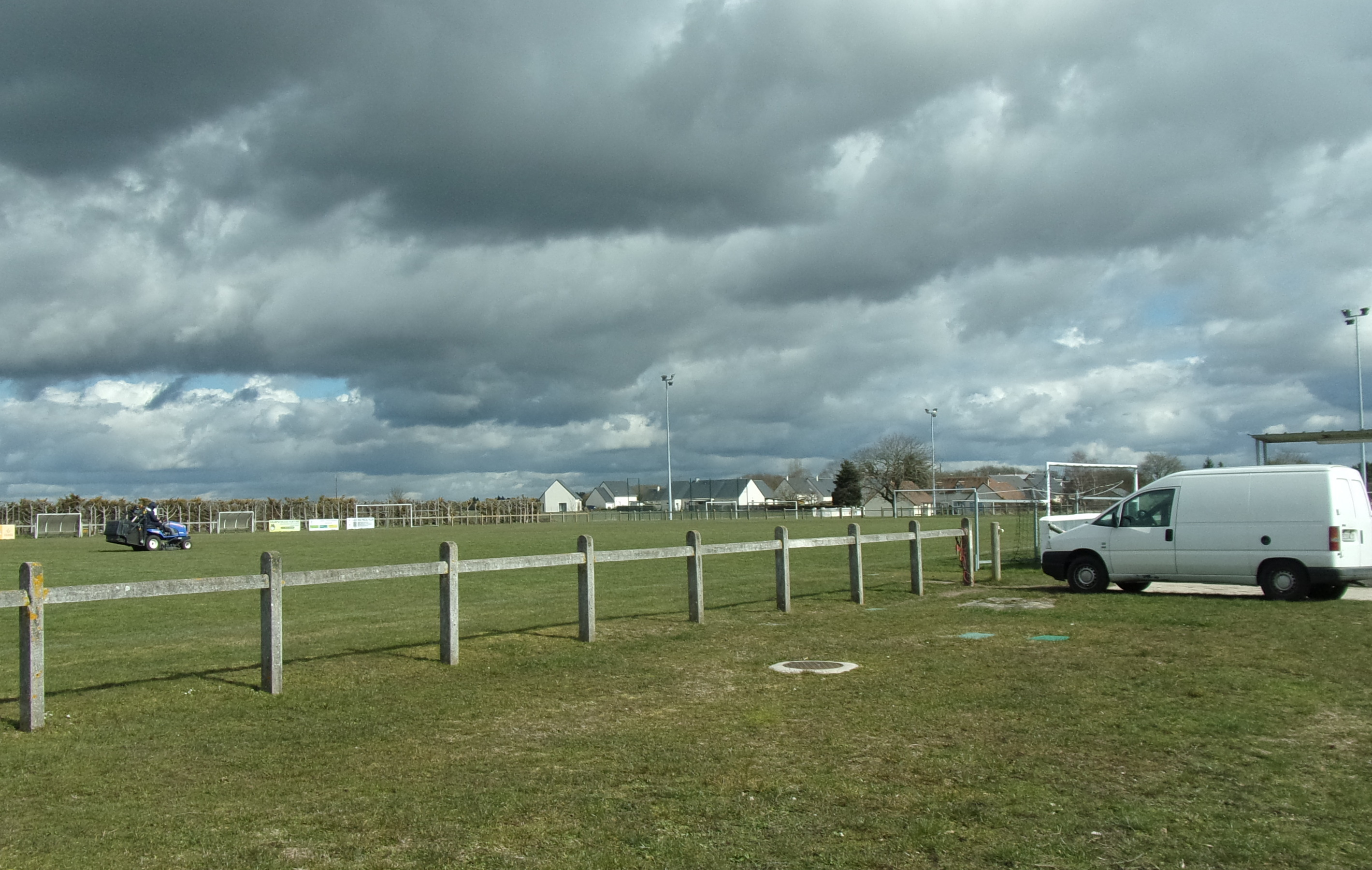
Stade Maurice-Besnier.

La commune dispose d'une salle polyvalente d'une capacité de 300 personnes. Certains équipements du château de Bel-Air, également propriété de la commune, peuvent être utilisés.
Le complexe sportif Maurice-Besnier, au nord du bourg de Truyes, comporte un terrain multi-sports, plusieurs courts de tennis, des terrains de jeu de boule et plusieurs salles, dont une de combat.
Une bibliothèque intercommunale, installée dans le château de Bel-Air, est rattachée au réseau des bibliothèques d'Indre et Loire (direction du livre et de la lecture publique, conseil départemental d'Indre-et-Loire).

#### Vie associative
Le site de la mairie de Truyes recense 29 associations ayant leur siège sur le territoire de la commune, dont le quart intervient dans le domaine du sport.

#### Manifestations sportives et culturelles
La « Fête du cochon », qui rappelle de manière humoristique le nom de la commune, est une manifestation festive dont la périodicité n'est pas régulière. Truyes organise chaque année un carnaval.

### Médias et numérique
Le quotidien régional La Nouvelle République du Centre-Ouest consacre quelques pages de son édition Indre-et-Loire, Touraine Est, à l’actualité du canton de Monts. La commune de Truyes édite un bulletin municipal annuel. La chaîne de télévision TV Tours Val de Loire et la station de radio France Bleu Touraine relaient les informations locales.
La commune ne possède pas en 2017 de réseau à haut débit par fibre optique.

### Culte catholique
Le territoire de la commune dépend de la paroisse Saint-Brice au sein du doyenné de Loches lui-même partie de l'archidiocèse de Tours, au même titre que six autres doyennés. L'église Saint-Martin accueille, en alternance avec d'autres églises de la paroisse, des offices dominicaux.

## Économie

### Revenus et fiscalité
En 2015, le revenu fiscal médian par ménage est de 38 214 €, alors que la moyenne départementale s'établit à 32 011 € et que celle de la France métropolitaine est de 32 409 €. En 2014, le revenu disponible par ménage était de 22 491 € dans la commune contre une moyenne de 20 561 € au niveau départemental.

### Emploi
Les deux tableaux ci-dessous présentent les chiffres-clés de l'emploi à Truyes et leur évolution de 2009 à 2014, :
|                               | Truyes 2009 | Truyes 2014 | Évolution |
| ----------------------------- | ----------- | ----------- | --------- |
| Population de 15 à 64 ans     | 1 325       | 1 403       | + 5,9 %   |
| Actifs (en %)                 | 76,2        | 76,3        | + 0,1 %   |
| dont :                        |             |             |           |
| Actifs ayant un emploi (en %) | 71,6        | 70,2        | + 2,0 %   |
| Chômeurs (en %)               | 4,6         | 6,1         | + 32,6 %  |

|                                      | Truyes 2009 | Truyes 2014 | Évolution |
| ------------------------------------ | ----------- | ----------- | --------- |
| Nombre d'emplois dans la zone        | 397         | 437         | + 10,1 %  |
| Indicateur de concentration d'emploi | 41,5        | 44,2        | + 6,5 %   |

La diminution du taux d'actifs ayant un emploi entre 2009 et 2014 induit une augmentation du taux de chômage au sens de l'Insee. Par contre, l'augmentation du nombre d'emplois proposés sur la zone, supérieure à l'augmentation du taux d'actifs dans la population locale se traduit par une amélioration de l'indicateur de concentration d'emploi. Les habitants de Truyes qui travaillent effectivement dans la commune ne représentent que 17,3 % des actifs ayant un emploi.

### Tissu économique
Le tableau ci-dessous détaille le nombre d'entreprises implantées à Truyes selon leur secteur d'activité et le nombre de leurs salariés :
|                                                              | Total | %     | 0 salarié | 1 à 9 salariés | 10 à 19 salariés | 20 à 49 salariés | 50 salariés ou plus |
| ------------------------------------------------------------ | ----- | ----- | --------- | -------------- | ---------------- | ---------------- | ------------------- |
| Ensemble                                                     | 156   | 100,0 | 117       | 29             | 7                | 1                | 2                   |
| Agriculture, sylviculture et pêche                           | 6     | 3,8   | 3         | 3              | 0                | 0                | 0                   |
| Industrie                                                    | 14    | 9,0   | 8         | 4              | 1                | 0                | 1                   |
| Construction                                                 | 24    | 15,4  | 18        | 5              | 0                | 1                | 0                   |
| Commerce, transports, services divers                        | 93    | 59,6  | 76        | 15             | 2                | 0                | 0                   |
| dont commerce et réparation automobile                       | 30    | 19,2  | 25        | 4              | 1                | 0                | 0                   |
| Administration publique, enseignement, santé, action sociale | 19    | 12,2  | 12        | 2              | 4                | 0                | 1                   |
| Champ : ensemble des activités.                              |       |       |           |                |                  |                  |                     |

Seize nouveaux établissements sont créés en 2016 (secteurs de la construction, du commerce et des services).
L'économie de Truyes est majoritairement tournée vers la « sphère présentielle » — les biens et service produits sur la commune répondent à la demande des habitants, sédentaires ou de passage, de cette commune —, que ce soit au niveau des établissements (67,4 %) qu'un niveau des postes salariés (55 %).

#### Agriculture
Le tableau ci-dessous présente les principales caractéristiques des exploitations agricoles de Truyes, observées sur une période de 22 ans :
|                                            | 1988 | 2000  | 2010  |
| ------------------------------------------ | ---- | ----- | ----- |
| Nombre d’exploitations                     | 29   | 17    | 7     |
| Équivalent unité de travail annuel         | 32   | 15    | 9     |
| Surface agricole utile (SAU) (ha)          | 855  | 1 036 | 750   |
| Cheptel (nombre de têtes)                  | 121  | 130   | 23    |
| Terres labourables (ha)                    | 808  | 990   | 741   |
| Cultures permanentes (ha)                  | 8    | 8     | NC    |
| Surfaces toujours en herbe (ha)            | 36   | 36    | NC    |
| Superficie moyenne d’une exploitation (ha) | 29,5 | 60,9  | 107,1 |

L'élément le plus marquant de l'agriculture troïcienne est la baisse du nombre d'exploitations, qui sont quatre fois moins nombreuses en 2010 qu'elles l'étaient en 1988, la contrepartie étant une augmentation de la superficie moyenne de ces exploitations. Les céréales, d'oléagineux et de protéagineux dominent parmi les plantes cultivées ; le cheptel et les cultures permanentes, comme la vigne, ont presque totalement disparu,.

#### Industrie, commerce, artisanat et services
La plupart des établissements industriels ou artisanaux sont regroupés dans deux zones d'activité, celle des Perchées, au nord du bourg, en bordure de la D 45, et celle de la Tour Carrée à l'ouest de Saint-Blaise, desservie par la D 943.
En raison de son implantation historique, la cartonnerie Oudin fait exception à cette répartition bipolaire. Avec 77 salariés au 31 décembre 2016, c'est le plus grand des quatorze établissements à caractère industriel et le plus important employeur de main d’œuvre de la commune.
De nombreux commerçants et artisans, dans les domaines les plus divers, exercent à Truyes. En outre, la présence de deux supermarchés à Cormery (un peu plus de 3 km au sud) et à Esvres (5 km au nord), tous deux desservis par la D 943, facilitent l'approvisionnement des Troïciens au quotidien. Une agence postale et une agence bancaire sont installées dans la commune.
Un foyer médicalisé d'accueil pour adultes polyhandicapés est, en 2015, le plus gros employeur dans ce secteur d'activité avec 73 salariés. Depuis octobre 2017, c'est la fondation Perce-Neige qui assure la gestion de cet établissement pouvant accueillir 40 personnes.

#### Tourisme
Au 1er janvier 2018, la commune de Truyes ne dispose pas d'hôtel ni de camping ou d'autre structures d'hébergement collectif. Des possibilités d'hébergement en gîte rural ou en chambre d'hôte existent toutefois à Truyes ou dans les communes limitrophes.

## Culture locale et patrimoine

### Lieux et monuments
L'église Saint-Martin de Truyes, au centre du village, se présente comme une succession de constructions ou de reconstructions au fil des siècles. Si sa nef est datée de la fin du XIe ou du début du XIIe siècle, son chœur est plus tardif et la flèche de son clocher, tout en pierre, date du XVe siècle,. Ce clocher est classé au titre des monuments historiques depuis 1908.
La chapelle Saint-Blaise, en bordure de la D 943, est un petit édifice probablement construit au XIIe siècle en blocage de meulière, flanqué d'une tour, inscrit comme monument historique en 1995. Elle est fortement remaniée au XVe siècle puis après la Révolution. Elle accueille depuis 1987, après sa restauration, des expositions et des manifestations culturelles.
Le château de Bel-Air (ou château Jouan) dont les bâtiments dominent le bourg est construit vers 1920 par Henri Oudin, propriétaire de la cartonnerie, à l'emplacement d'une ancienne école religieuse. Un grand parc et une rocaille sont aménagés peu après. Un pigeonnier s'élève dans le parc près de l'église. Cette dépendance du château date comme lui des années 1920. Le château de Bel-Air est vendu à la commune dans les années 1990.
Le manoir de Chaix, probablement construit au XVe siècle a été très remanié ultérieurement, jusqu'au XVIIIe siècle. Il figure sur le cadastre napoléonien sous le nom de château de Truyes. Il est peut-être construit à l'emplacement d'un ancienne forteresse du XIIIe siècle dont subsistent trois tours, dont l'une totalement ruinée. Un logis principal est flanqué de deux ailes basses, l'une d'elles présentant une charpente en carène, dite « à la Philibert Delorme ». Avant la construction de Bel-Air, c'est Chaix qui est appelé « château de Truyes ».
La tradition veut que la Croix de l'Apothicairesse soit érigée en mémoire de la femme de l'apothicaire, morte à cet endroit au XVIIe siècle, peut-être empoisonnée par les plantes médicinales qu'elle récoltait,. Aucune source ne permet de s'assurer de l'exactitude de cette tradition ; la croix de pierre ne porte qu'une seule inscription gravée : Riminiscere (« Souvenez-vous »).

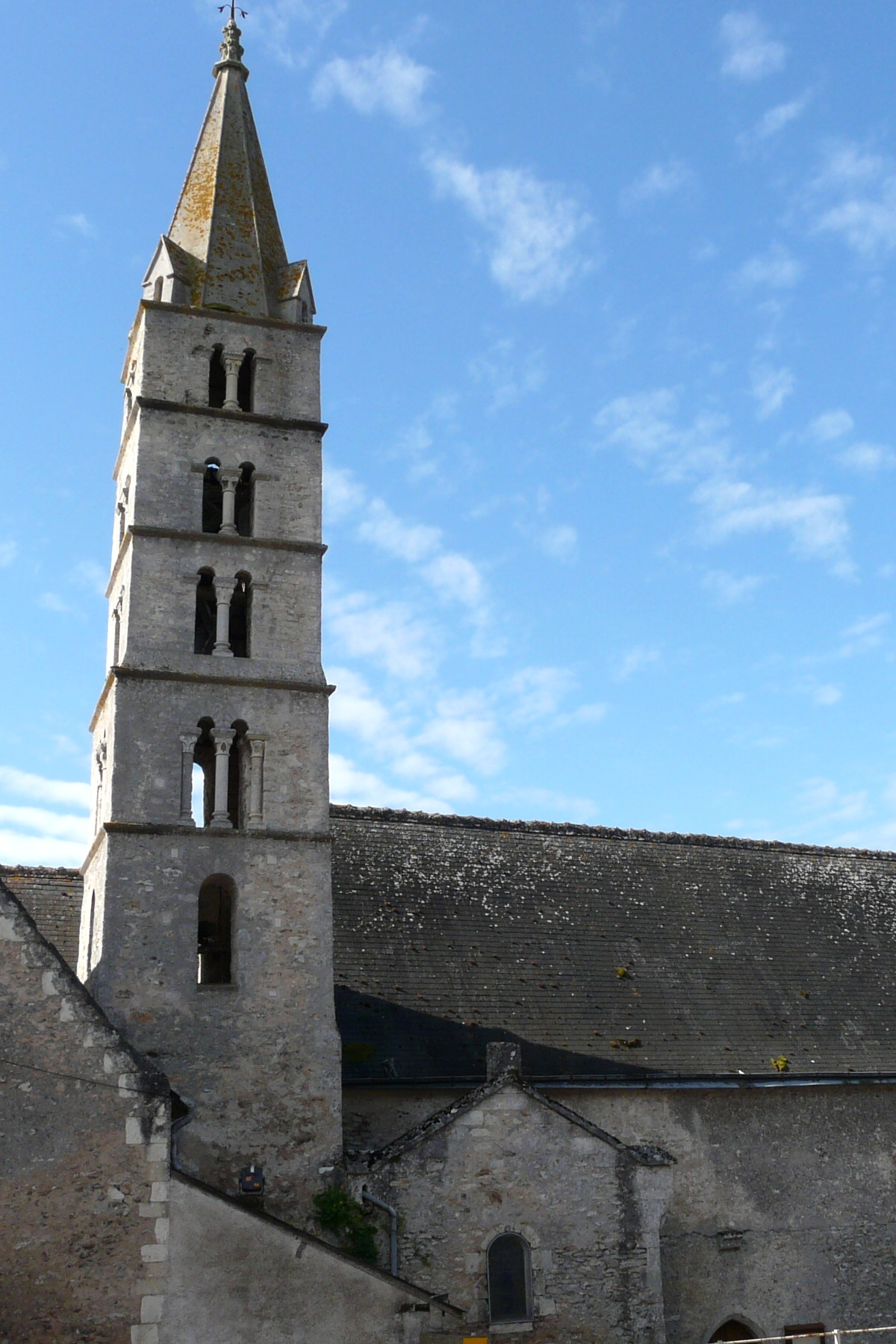
Église Saint-Martin.
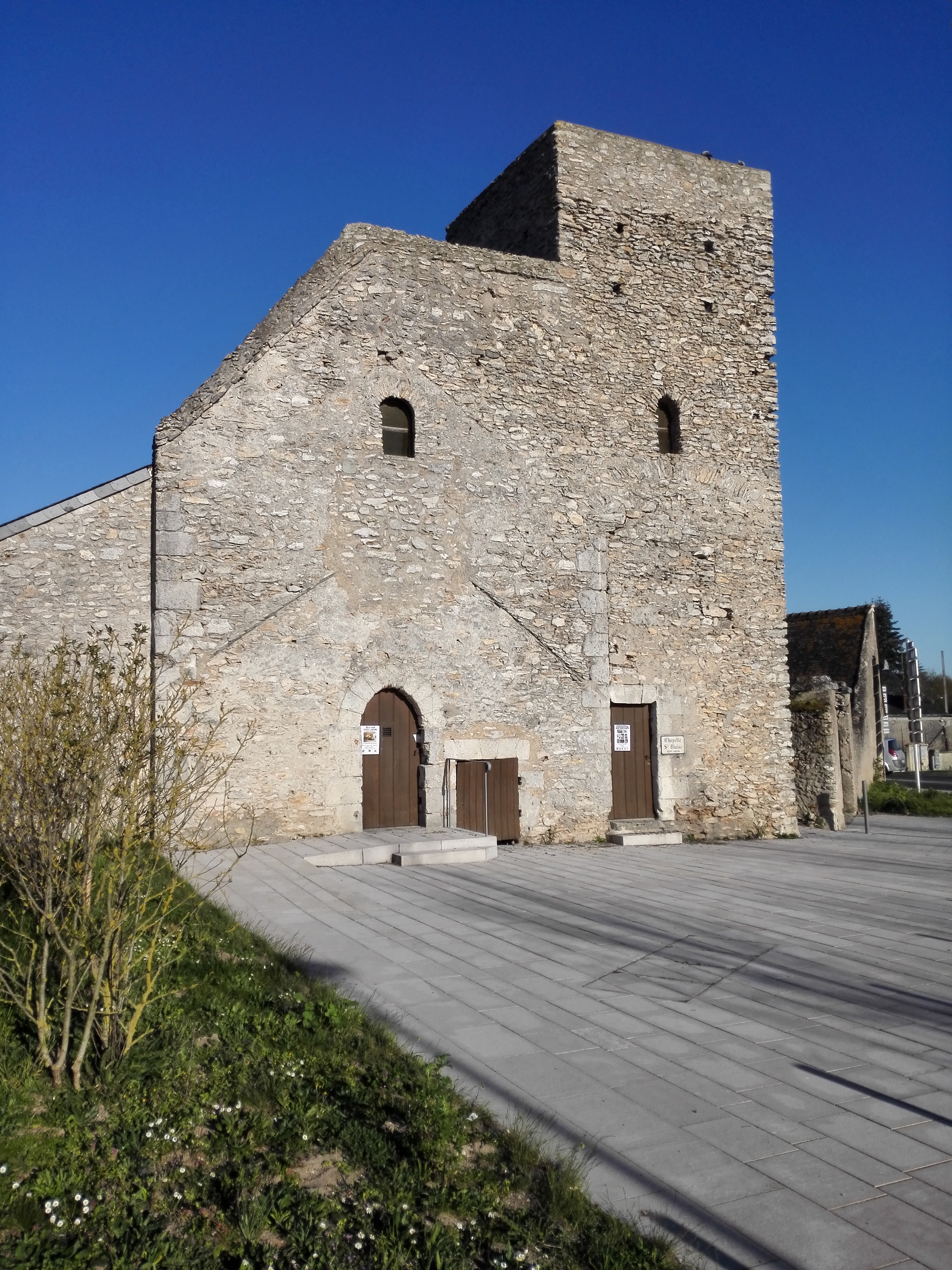
Chapelle Saint-Blaise.
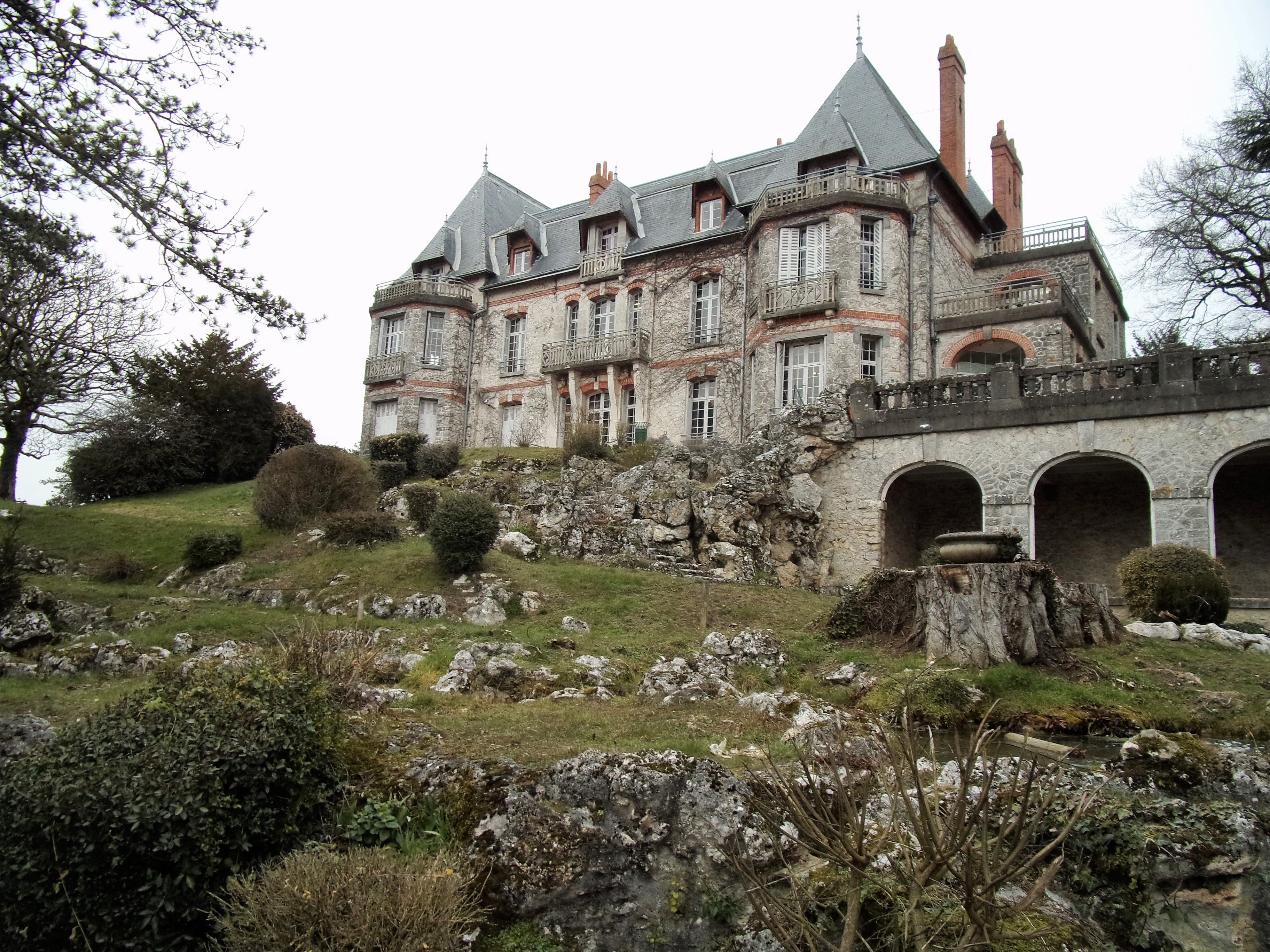
Château de Bel-Air.
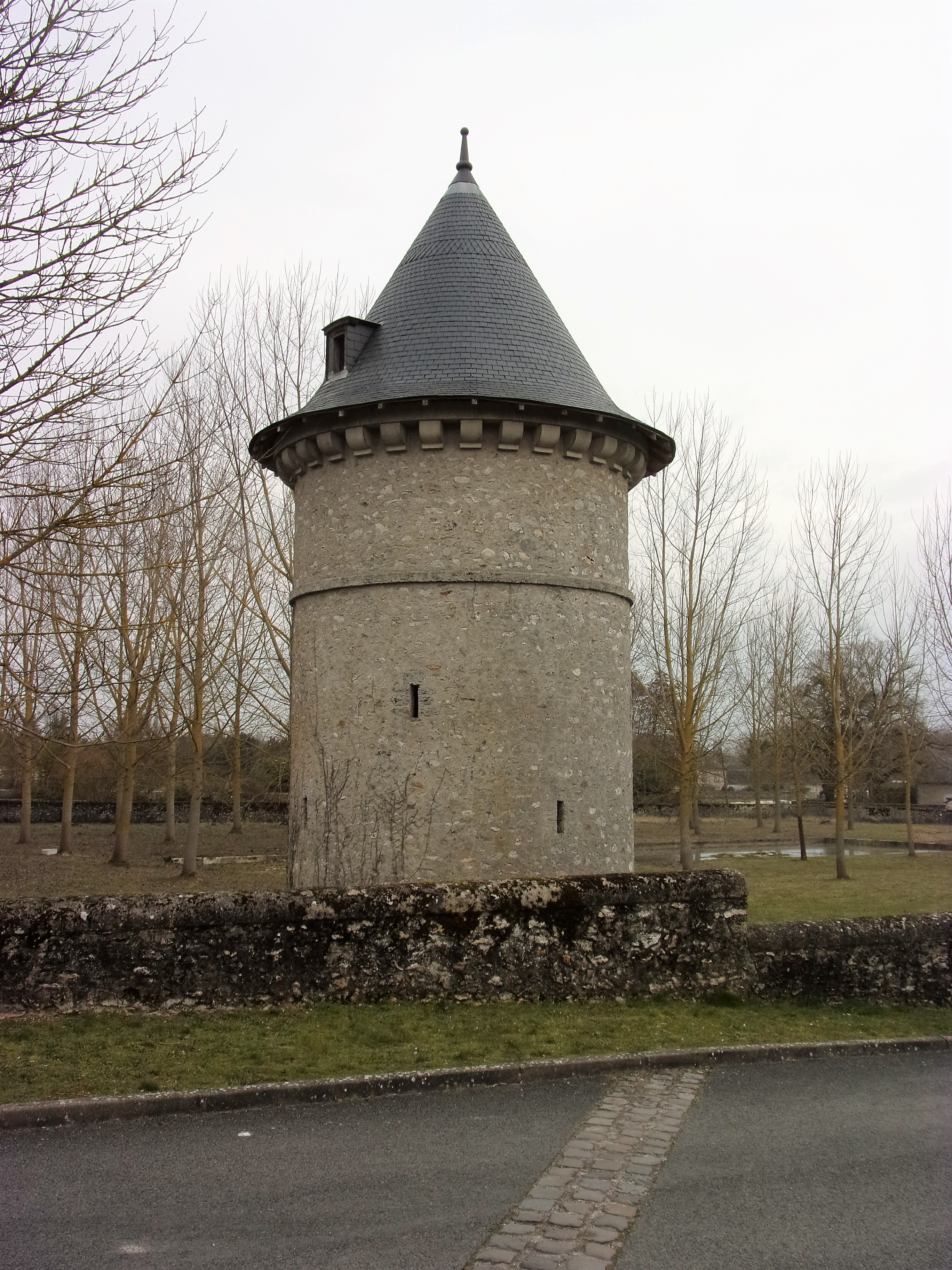
Pigeonnier du château de Bel-Air.
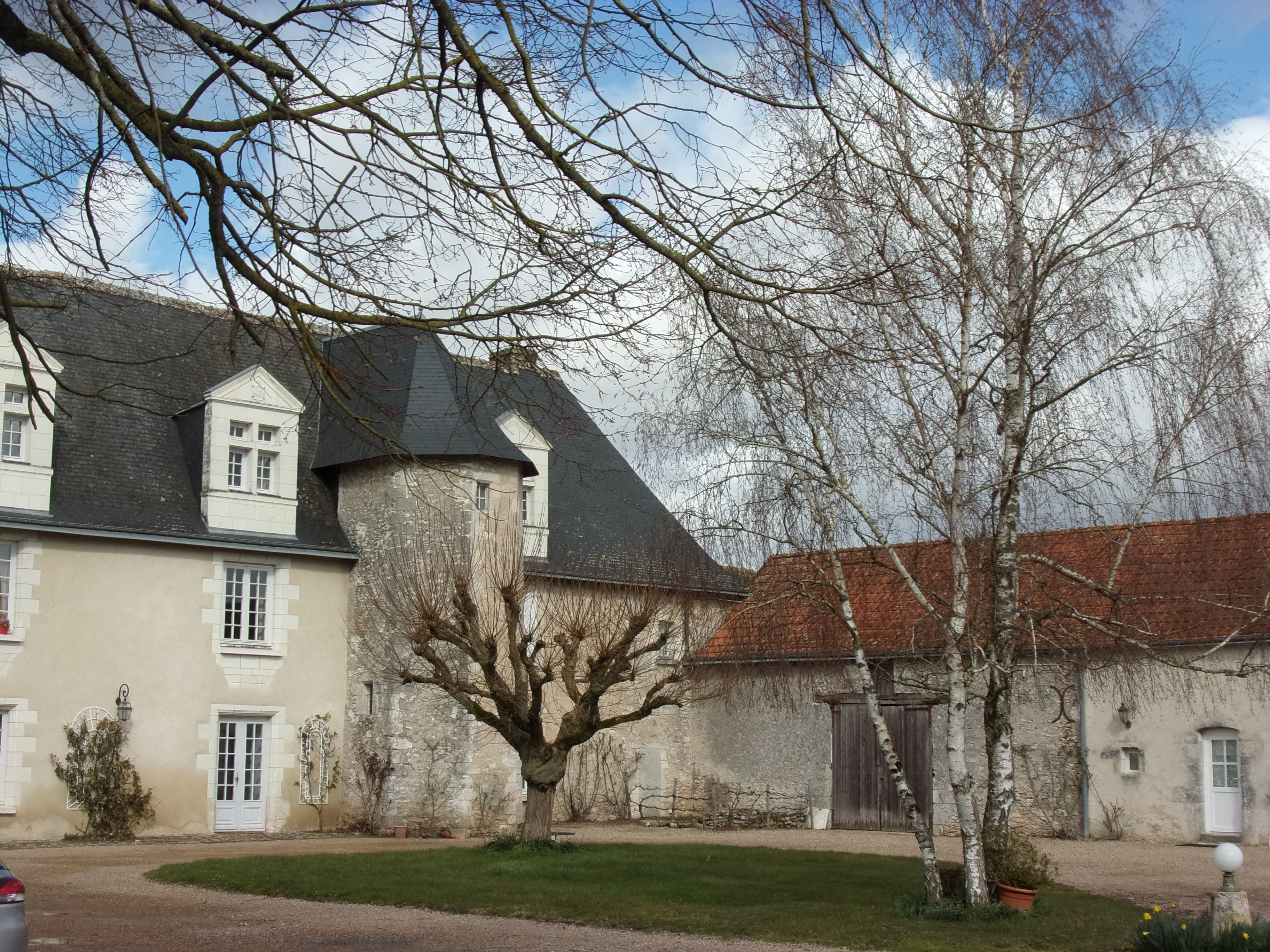
Manoir de Chaix.
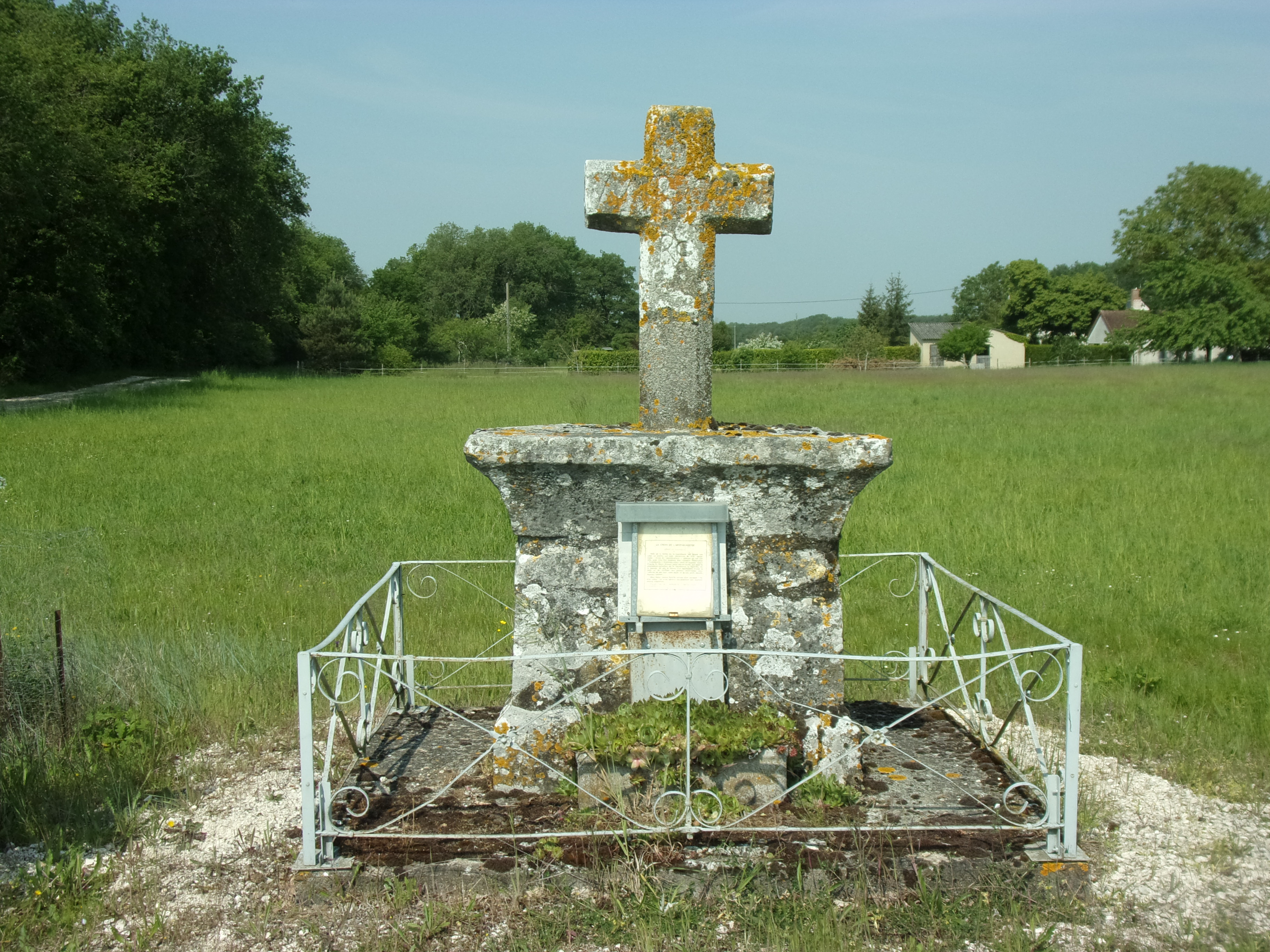
Croix de l'Apothicairesse.

### Patrimoine gastronomique
Cormery est intégrée à l'aire de production du fromage Sainte-maure-de-touraine, appellation d'origine protégée au plan européen et appellation d'origine contrôlée au niveau national. Bœufs du Maine, rillettes de Tours et 120 types de vins tranquilles ou effervescents peuvent bénéficier d'une indication géographique protégée s'ils sont produits sur le territoire communal.

### Personnalités liées à la commune
La famille Oudin marque profondément et durablement la vie de la commune. Auguste Oudin fonde en 1815 une cartonnerie toujours en activité au XXIe siècle ; cette entreprise est désormais dirigée par des descendants par alliance d'Auguste. Augustin puis Gustave Oudin (respectivement fils et petit-fils d'Auguste) sont maires de Truyes au XIXe siècle. Henri Oudin, cartonnier comme ses aïeuls — il introduit d'importantes innovations techniques dans l'usine — construit le château de Bel-Air au début des années 1920.

### Héraldique et logotype
| Blason de Truyes | Les armes de Truyes se blasonnent ainsi : Parti : au premier mi-parti d'argent à l'aigle de sable, au second de sinople à l'épi de blé d'or et à la fasce du même brochant. Le premier mi-parti du blason reprend celui de Cormery — mais il est d'argent au lieu d'être d'or —, soulignant l'origine commune et carolingienne des deux anciennes paroisses. Le second mi-parti de sinople symbolise la « Vallée verte » de l'Indre, traversée par la rivière matérialisée sur le blason par la fasce d'or. L'épi de blé d'or évoque l'activité agricole de la commune. Ce blason est une création de l'abbé Michel Bourderioux en 1983. |